# Sedum
Sedum ist eine Pflanzengattung innerhalb der Familie der Dickblattgewächse (Crassulaceae). Mit etwa 420 Arten ist sie die umfangreichste Gattung dieser Familie. Deutsche Trivialnamen sind Mauerpfeffer und Fetthennen. Einige Arten (so Sedum acre und Sedum reflexum) wurden früher mit lateinisch Vermicularis bezeichnet.

## Beschreibung

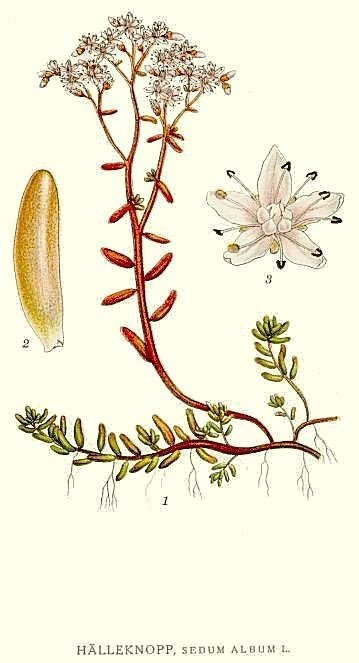
Illustration der Weißen Fetthenne (Sedum album)

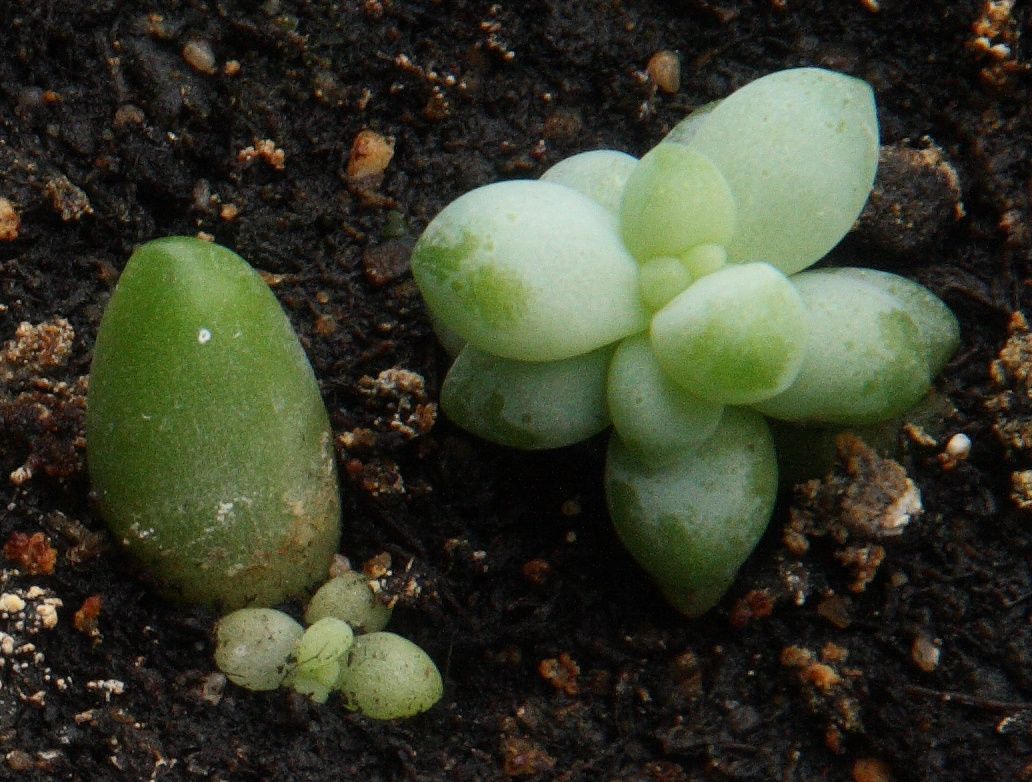
Blattsteckling und Kopfsteckling des Schlangen-Mauerpfeffers (Sedum morganianum)

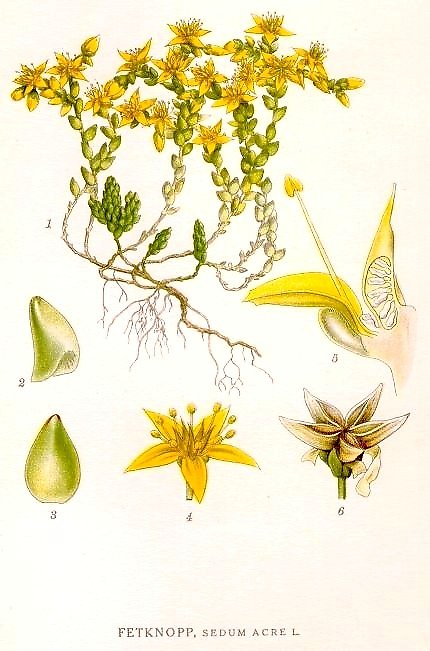
Untergattung Sedum: Illustration des Scharfen Mauerpfeffers (Sedum acre)

### Vegetative Merkmale
Sedum-Arten sind einjährige oder ausdauernde krautige Pflanzen, seltener Halbsträucher, die mehr oder weniger stark sukkulent sind. Es sind meist Faserwurzeln vorhanden. Meist ist kein „Wurzelstock“ ausgebildet, bei wenigen Arten ist ein Rhizom vorhanden. Die oft fleischigen Stängel sind meist aufrecht oder niederliegend, manchmal stehen sie in Büscheln oder moosartig zusammen; ihre Basis ist selten verholzt. Die oberirdischen Pflanzenteile sind meist kahl, viel seltener behaart.
Besonders die dickfleischigen Laubblätter speichern Wasser. Die Laubblätter sind wechselständig, gegenständig oder wirtelig angeordnet. Die Blattränder sind meist glatt (beispielsweise bei Sedum rosthornianum vier- bis achtzähnig oder bei Sedum engleri var. dentatum entfernt gezähnt). Nebenblätter fehlen.

### Generative Merkmale
Die Blütenstände sind unterschiedlich aufgebaut. Die meist zwittrigen, selten eingeschlechtigen Blüten sind meist fünfzählig, selten drei- bis neunzählig. Die Kelchblätter sind meist frei oder seltener an der Basis verwachsen. Die meist fünf überwiegend gelben, seltener weißen oder rötlichen Kronblätter sind meist frei oder fast frei. Es sind meist zwei Kreise mit meist je fünf Staubblättern vorhanden. Die Fruchtblätter sind frei oder an ihrer Basis verwachsen.
Es werden Balgfrüchte gebildet. Die Samen sind klein.

## Physiologie
Die meisten Arten der Gattung Sedum sind CAM-Pflanzen.

## Systematik und Verbreitung
Die Gattung Sedum ist überwiegend in den subtropischen und gemäßigten Zonen der Nordhalbkugel verbreitet. Einige Arten sind jedoch in Zentral- und Ostafrika sowie in Südamerika heimisch. Die größte Artenvielfalt findet man in Nordamerika (etwa 170 Arten), gefolgt von Asien (ohne Vorderasien) (etwa 130 bis 140 Arten). Die restlichen etwa einhundert Arten verteilen sich auf Europa, Vorderasien, Afrika und die atlantischen Inseln.
Die Erstveröffentlichung der Gattung Sedum erfolgte 1753 durch Carl von Linné in Species Plantarum. Der botanische Name der Gattung Sedum leitet sich von einem lateinischen Trivialnamen für mehrere Arten der Dickblattgewächse ab. Typusart ist Sedum acre L. Linné veröffentlichte in Species Plantarum 16 Arten. Synonyme für Sedum L. sind: Aithales Webb & Berthel., Aizopsis Grulich, Amerosedum Á.Löve & D.Löve, Anacampseros Mill., Asterosedum Grulich, Breitungia Á.Löve & D.Löve, Cepaea Fabr., Chetyson Raf., Clausenellia Á.Löve & D.Löve, Cockerellia (R.T.Clausen & N.W.Uhl) Á.Löve & D.Löve, Congdonia Jeps., Corynephyllum Rose, Etiosedum Á.Löve & D.Löve, Gormania Britton, Helladia M.Král, Hjaltalinia Á.Löve & D.Löve, Keratolepis Rose ex Fröd., Leucosedum Fourr., Macrosepalum Regel & Schmalh., Mucizonia (DC.) Batt. & Trab., Oreosedum Grulich, Parvisedum R.T.Clausen, Petrosedum Grulich, Poenosedum Holub, Procrassula Griseb., Pseudorosularia Gurgen., Sedastrum Rose, Sedella Fourr. nom. inval., Spathulata (Boriss.) Á.Löve & D.Löve, Telmissa Fenzl, Tetrorum Rose, Triactina Hook. f. & Thomson. Die Gattung Sedum ist in diesem Umfang paraphyletisch.
Die Gattung Sedum gehört zur Subtribus Sedinae aus der Tribus Sedeae in der Unterfamilie Sedoideae innerhalb der Familie Crassulaceae.
Nach Henk ’t Hart (1944–2000) und Bert Bleij wird die Gattung Sedum in zwei Untergattungen mit folgenden Arten untergliedert:

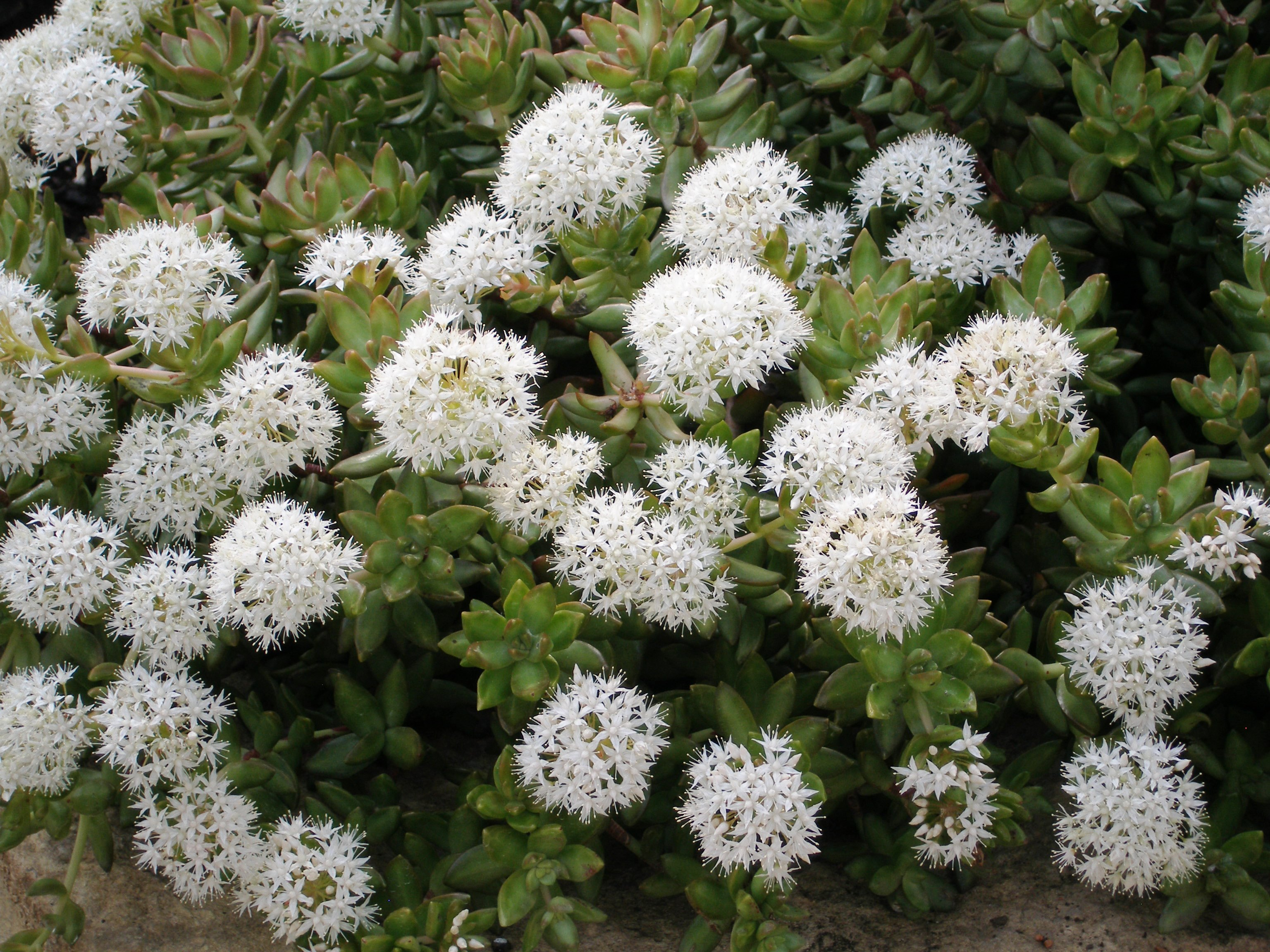
Untergattung Sedum: Sedum adolphii

Untergattung Sedum

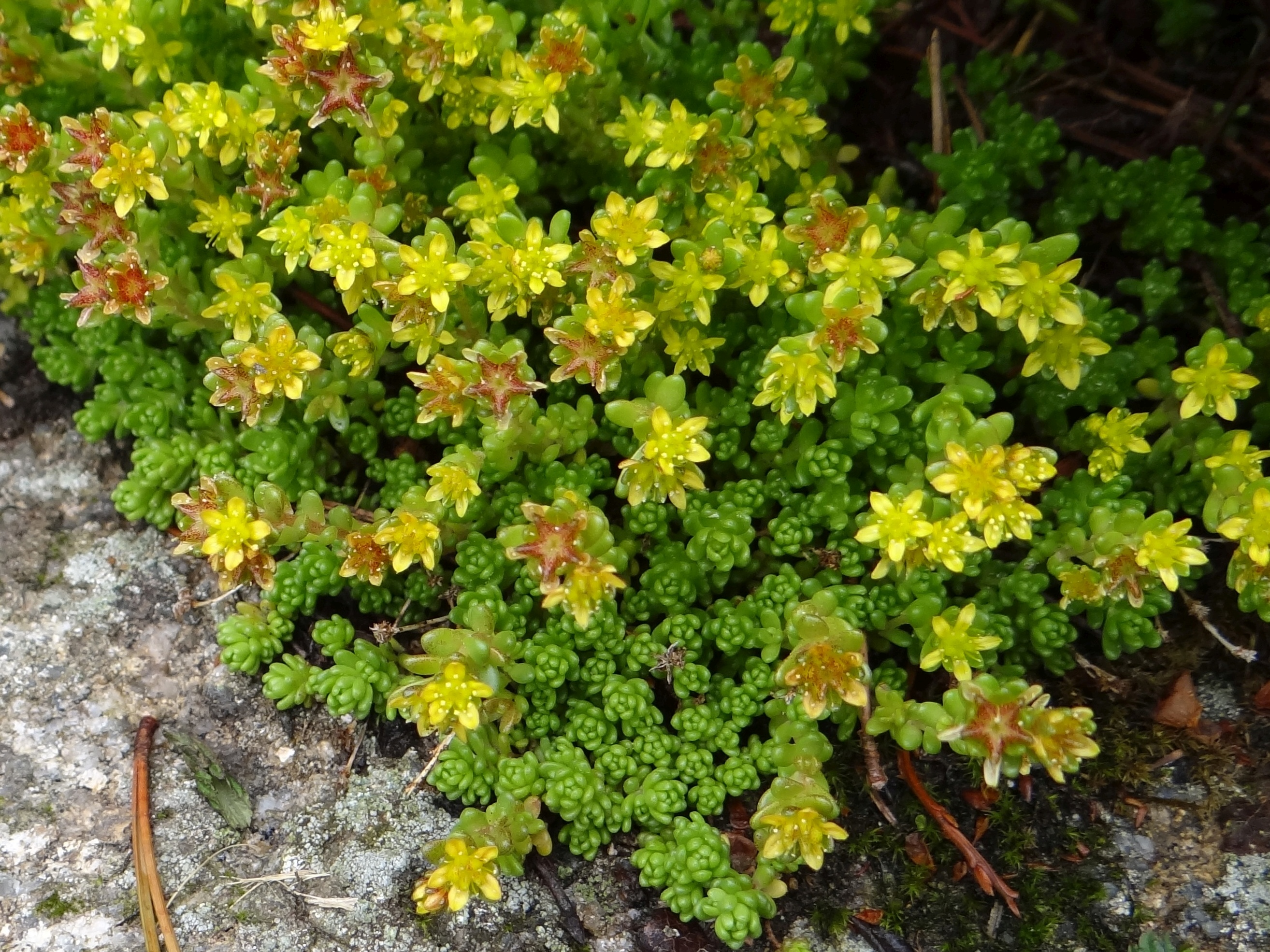
Untergattung Sedum: Alpen-Fetthenne (Sedum alpestre)

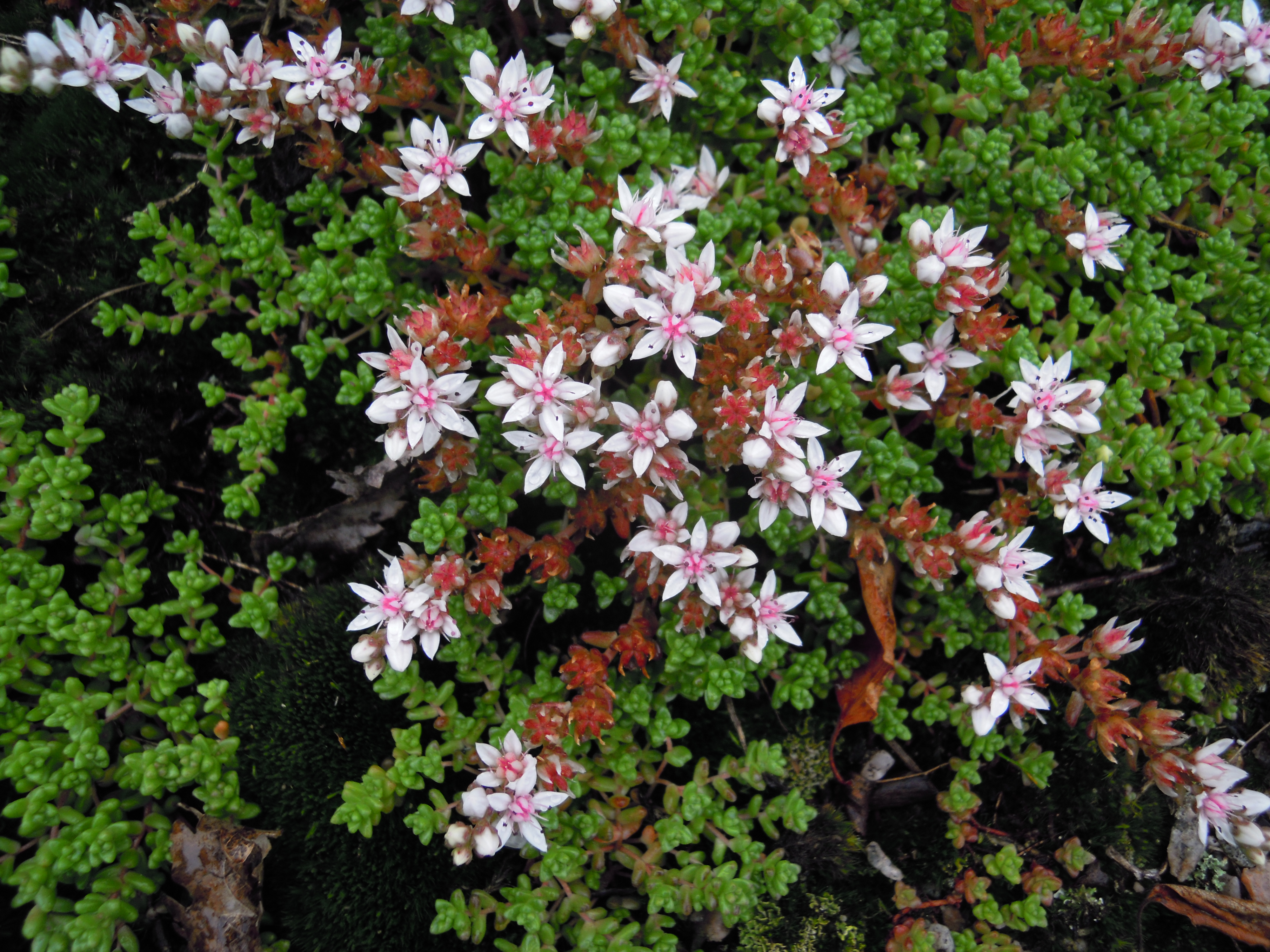
Untergattung Sedum: Sedum anglicum

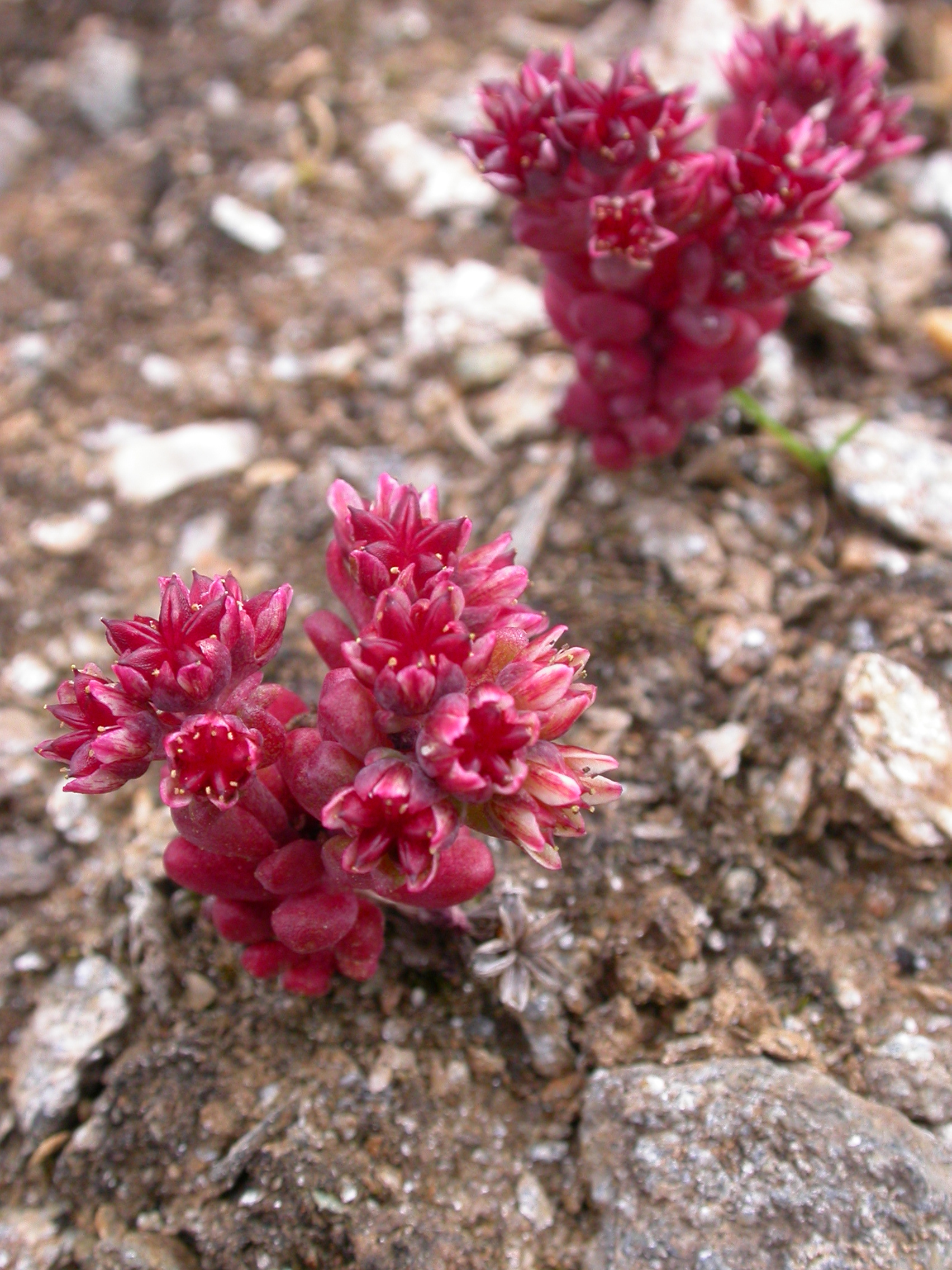
Untergattung Sedum: Dunkler Mauerpfeffer (Sedum atratum)

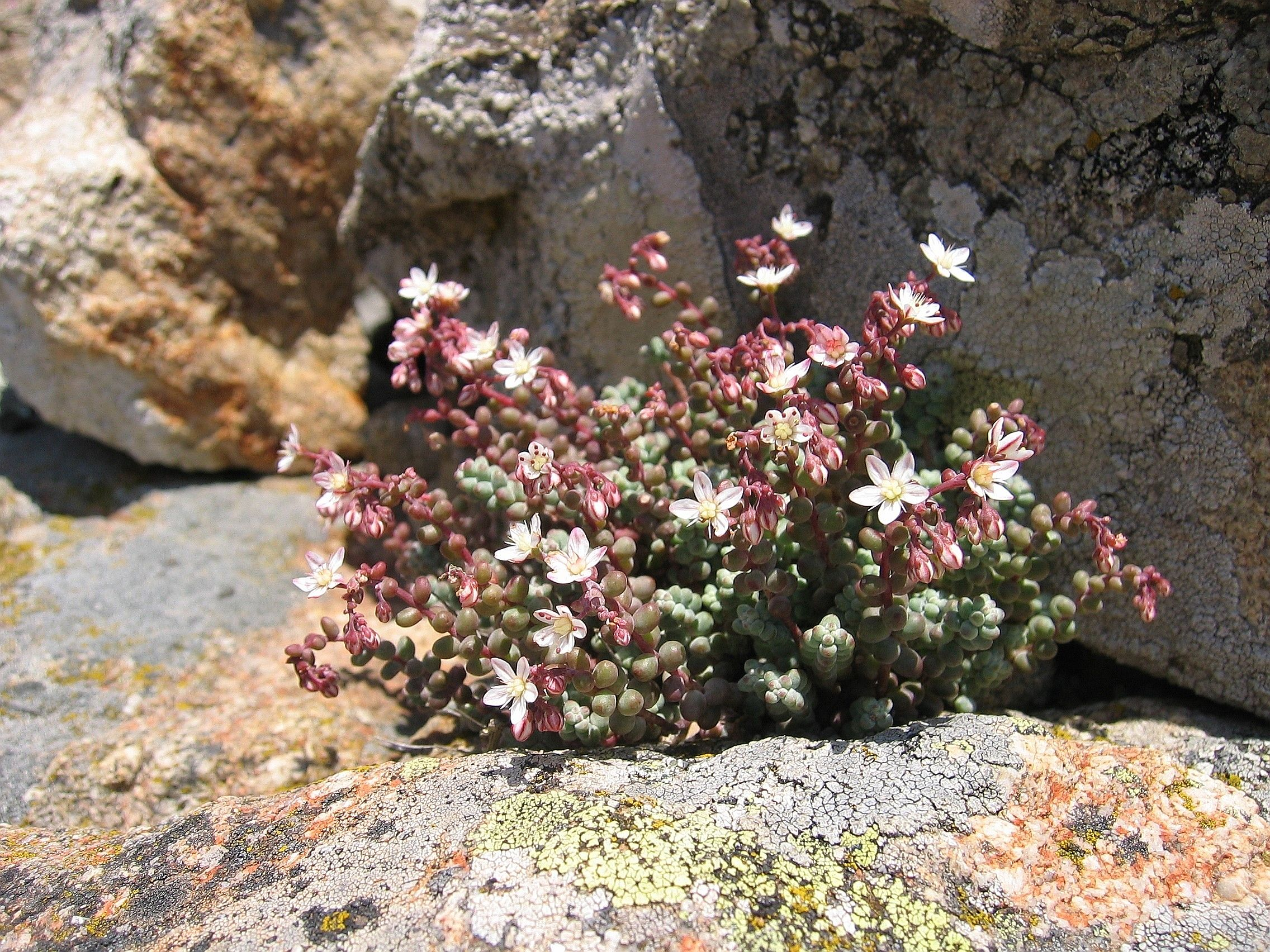
Untergattung Sedum: Sedum brevifolium

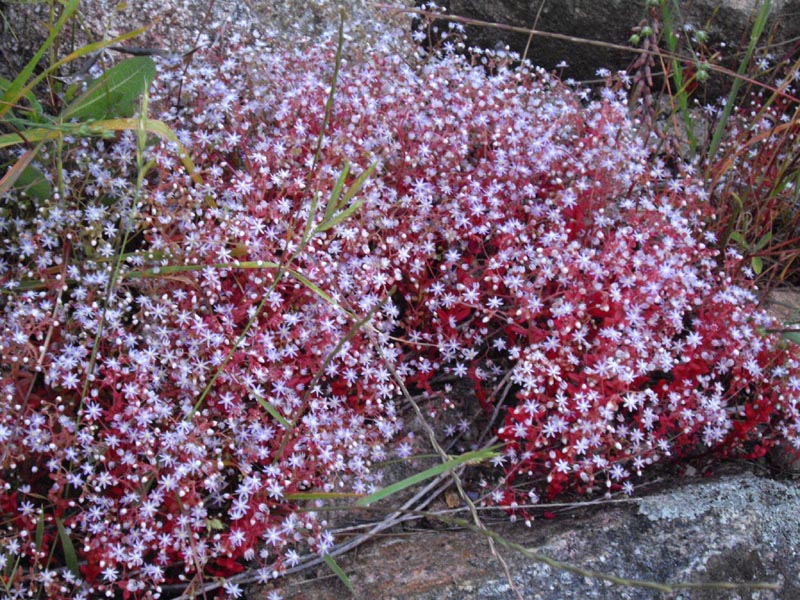
Untergattung Sedum: Sedum caeruleum

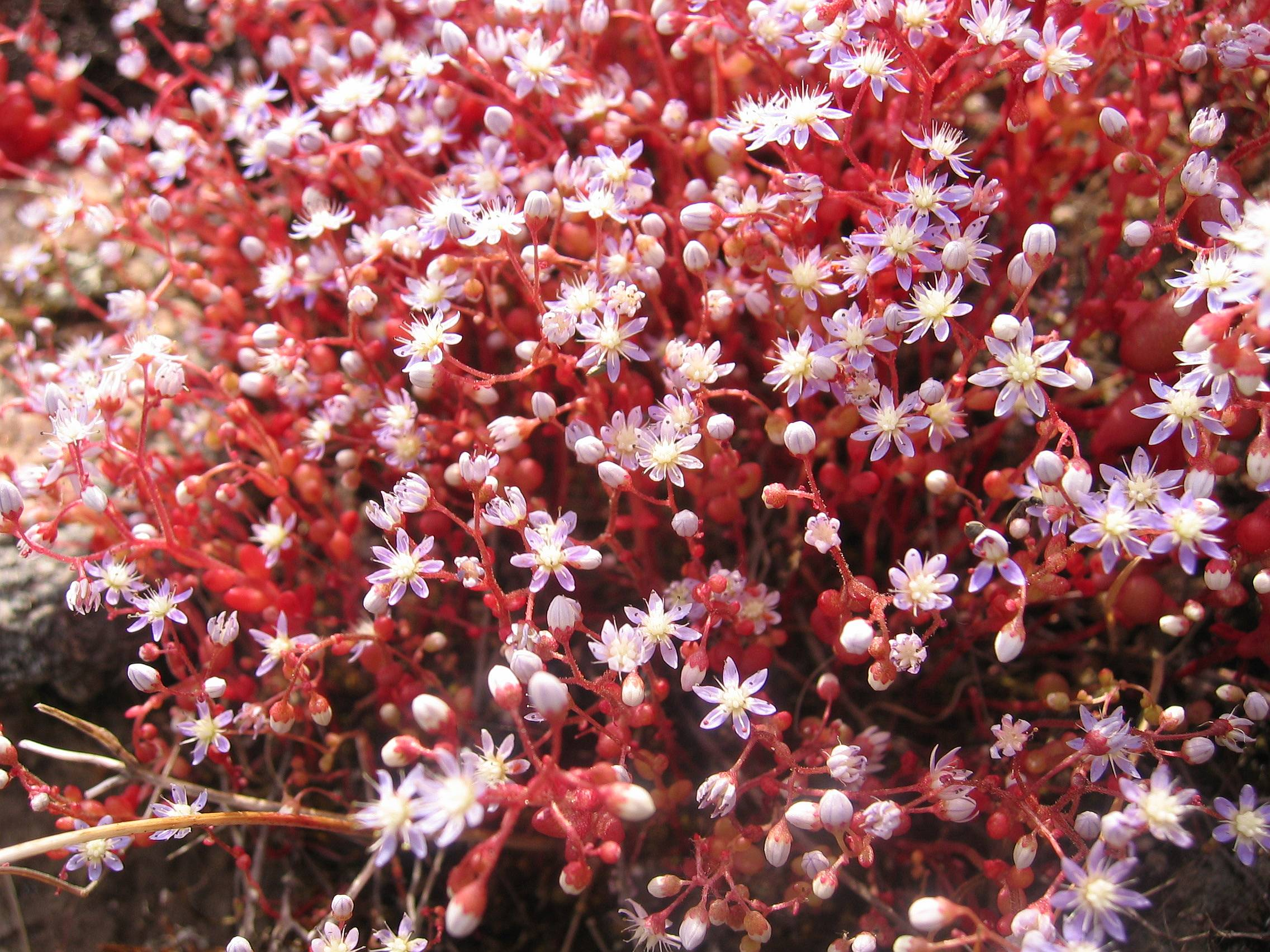
Untergattung Sedum: Sedum caeruleum

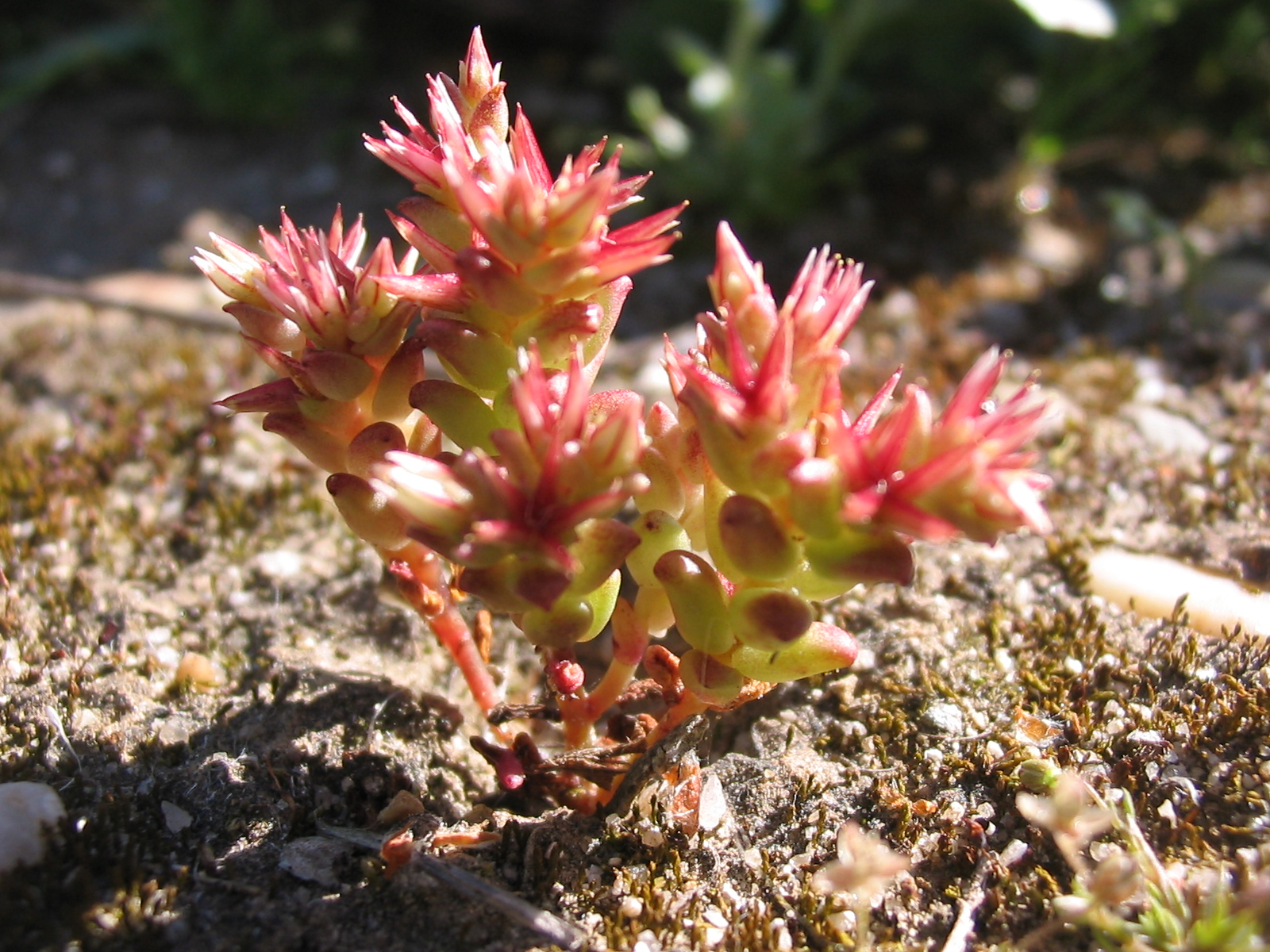
Untergattung Sedum: Sedum caespitosum

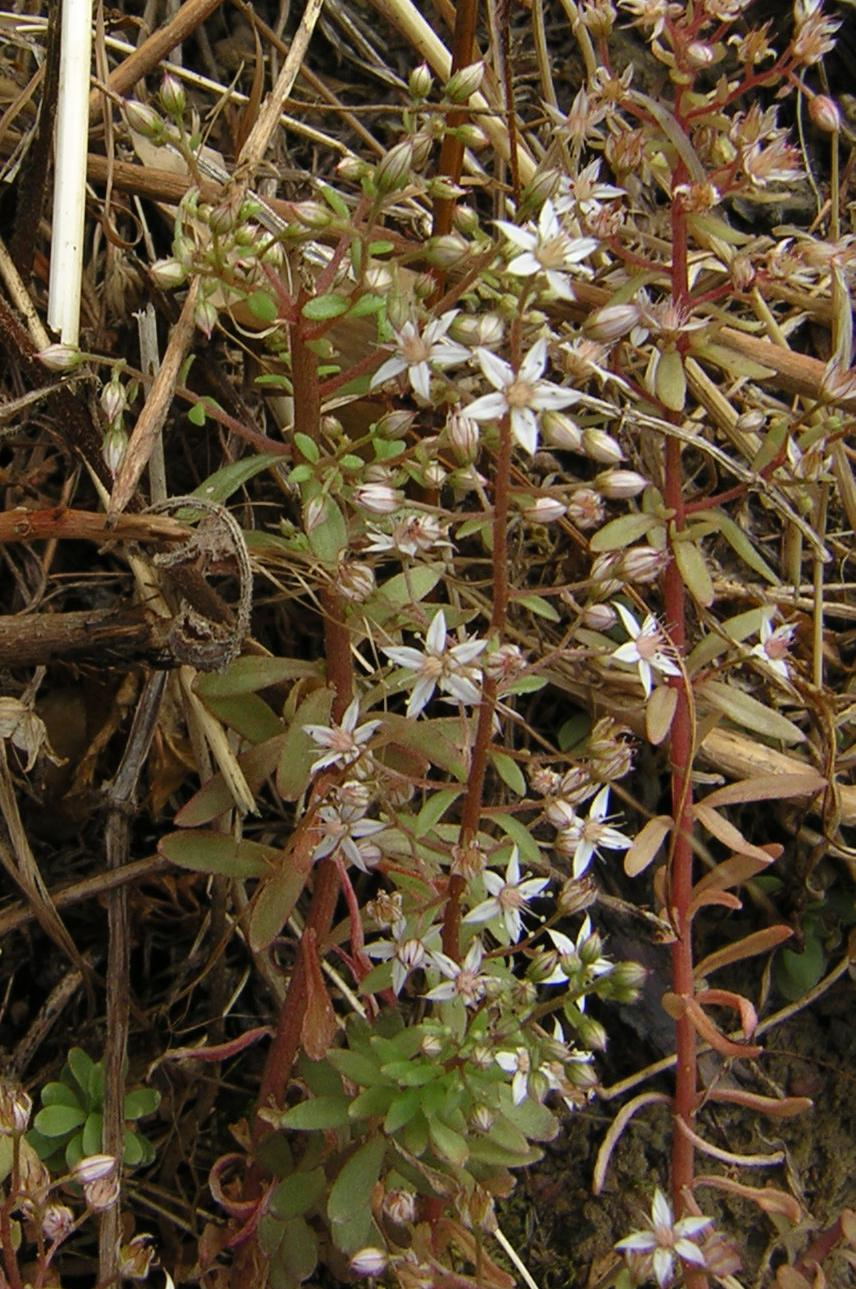
Untergattung Sedum: Rispen-Fetthenne (Sedum cepaea)

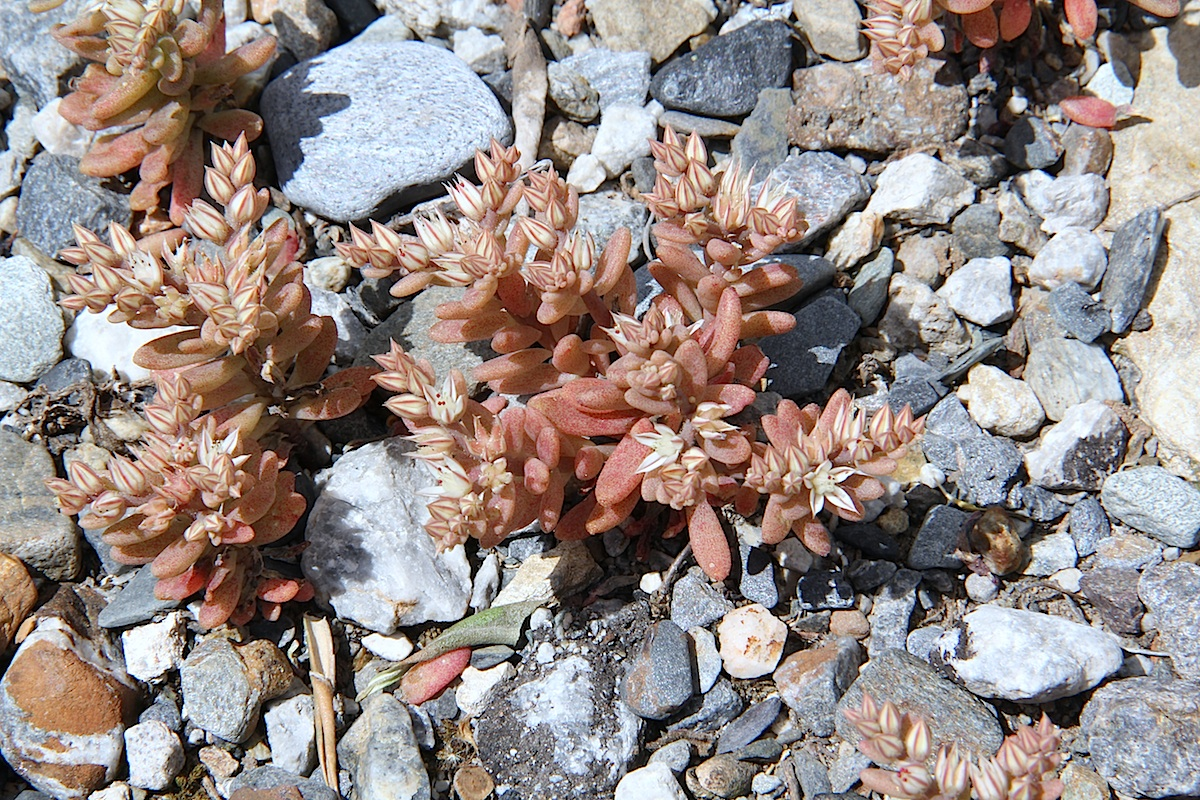
Untergattung Sedum: Sedum eriocarpum subsp. spathulifolium

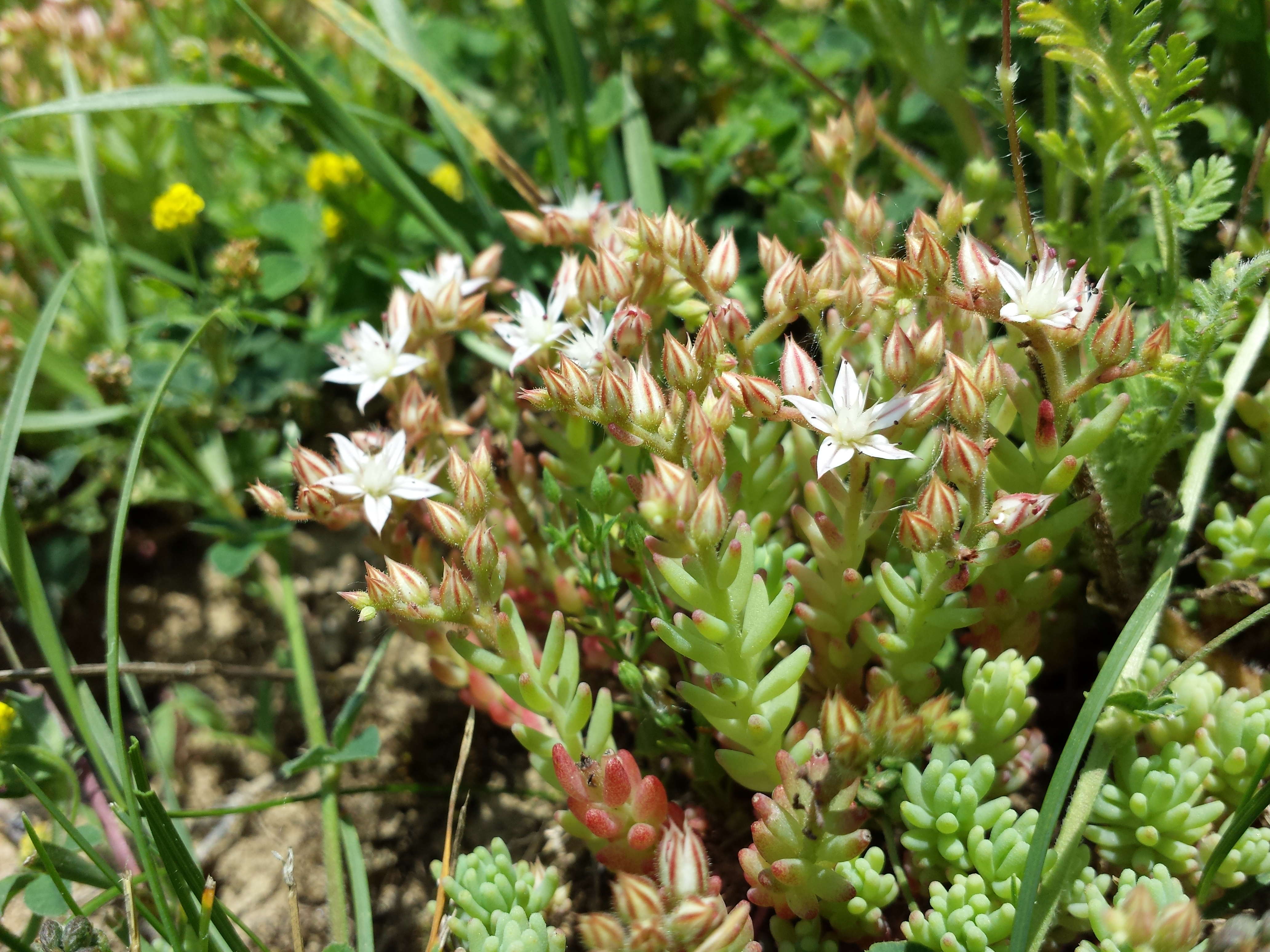
Untergattung Sedum: Spanische Fetthenne (Sedum hispanicum)

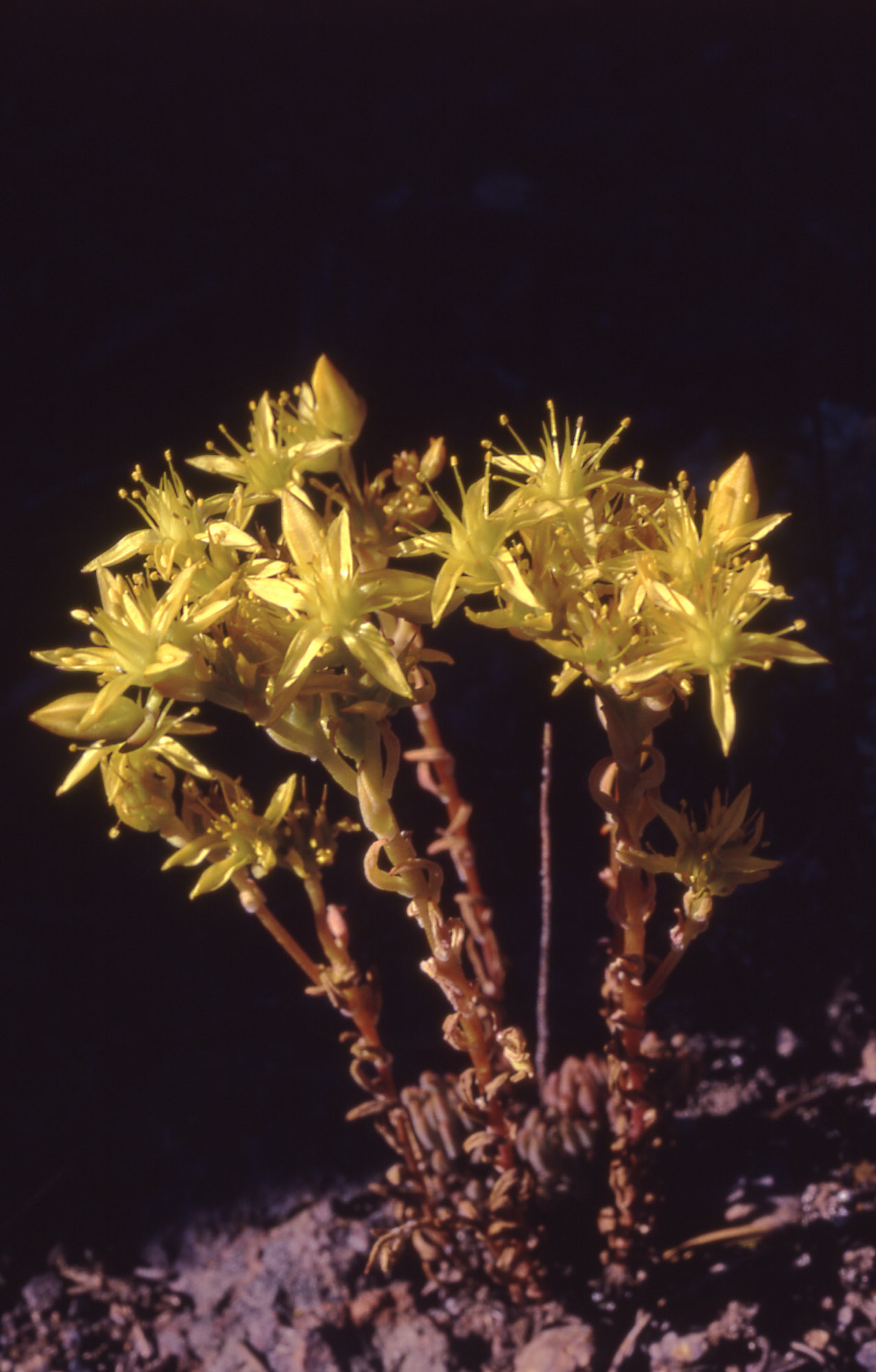
Untergattung Sedum: Sedum lanceolatum

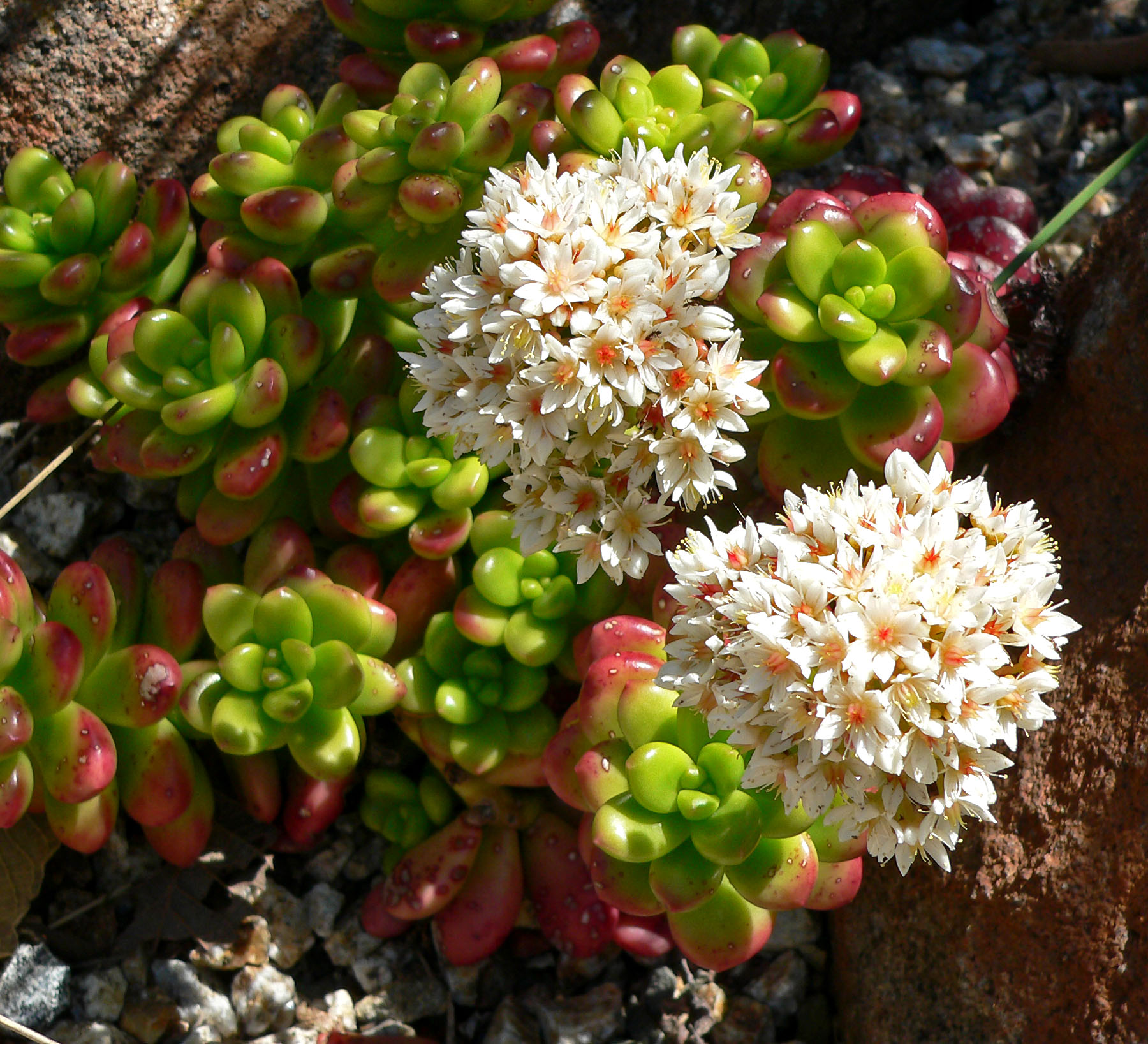
Untergattung Sedum: Sedum lucidum

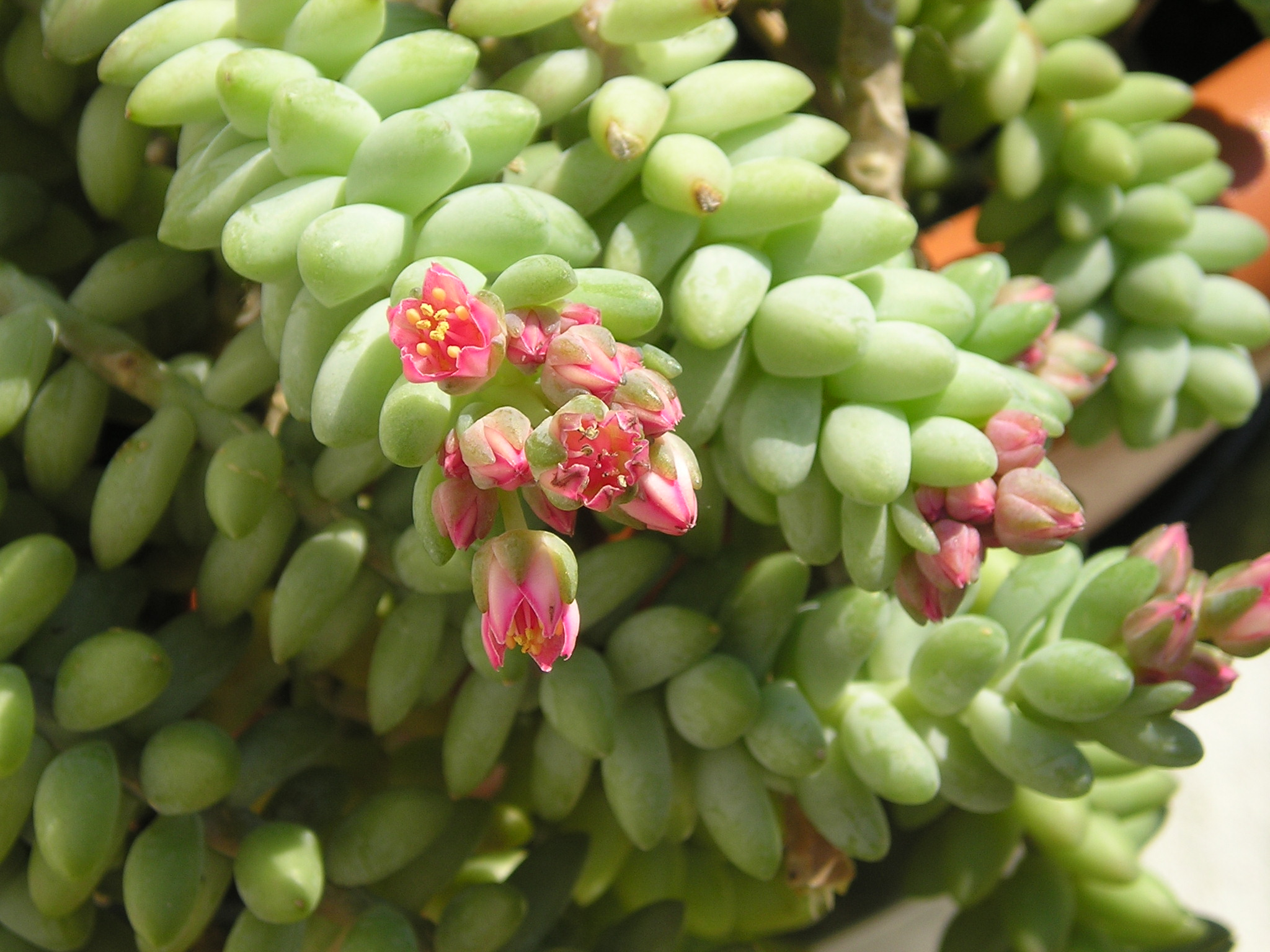
Untergattung Sedum: Sedum morganianum

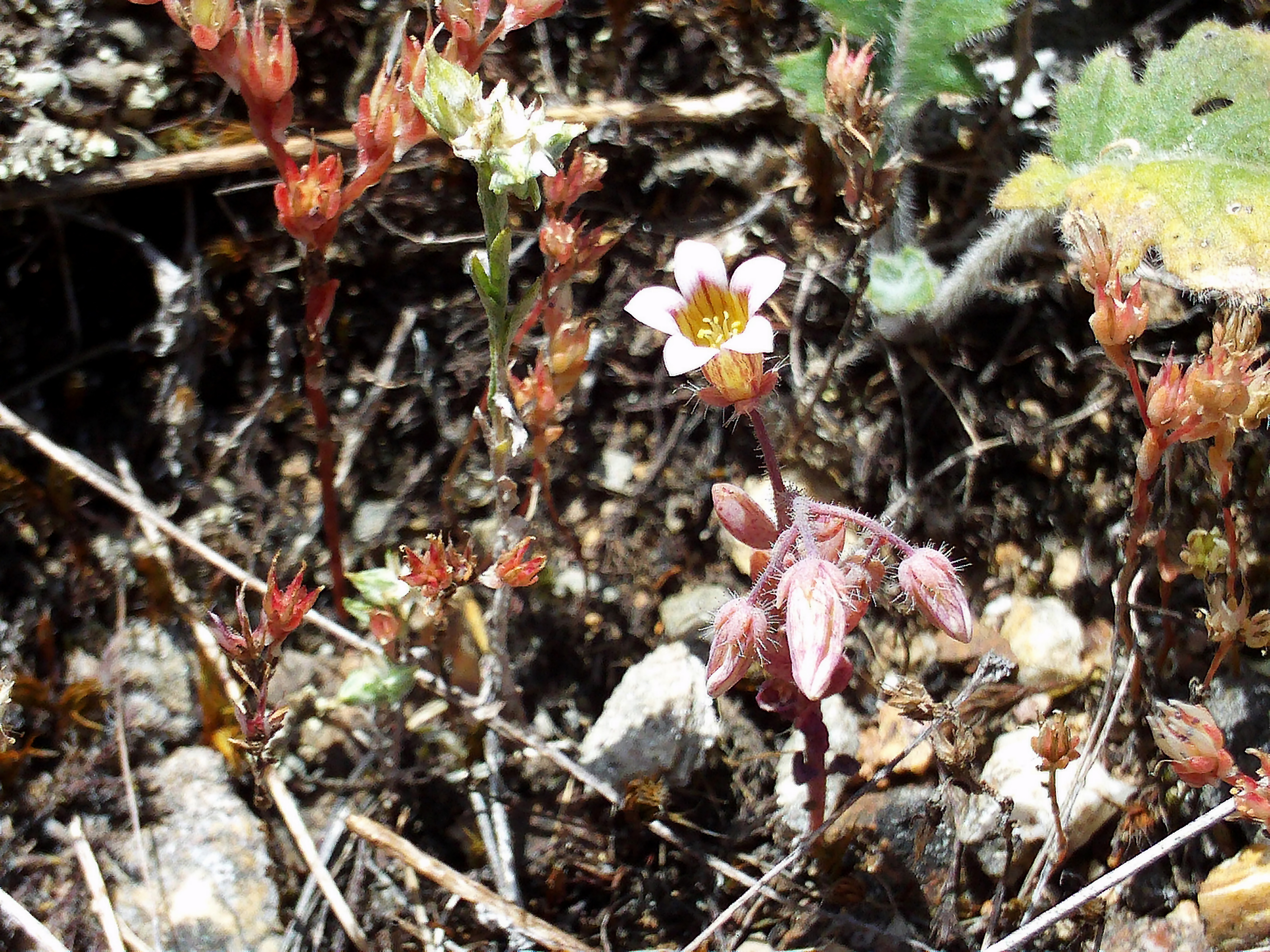
Untergattung Sedum: Sedum mucizonia

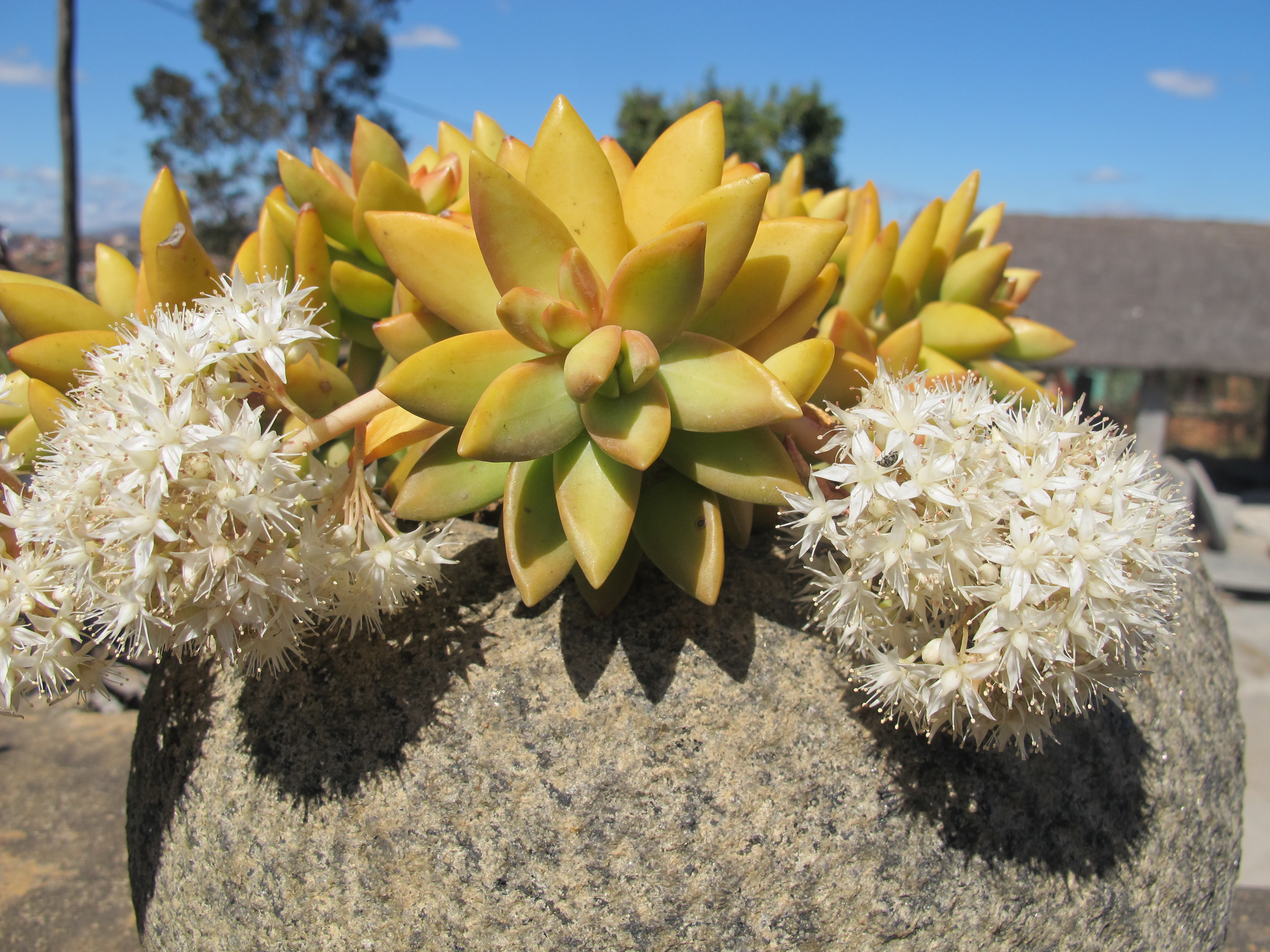
Untergattung Sedum: Sedum nussbaumerianum

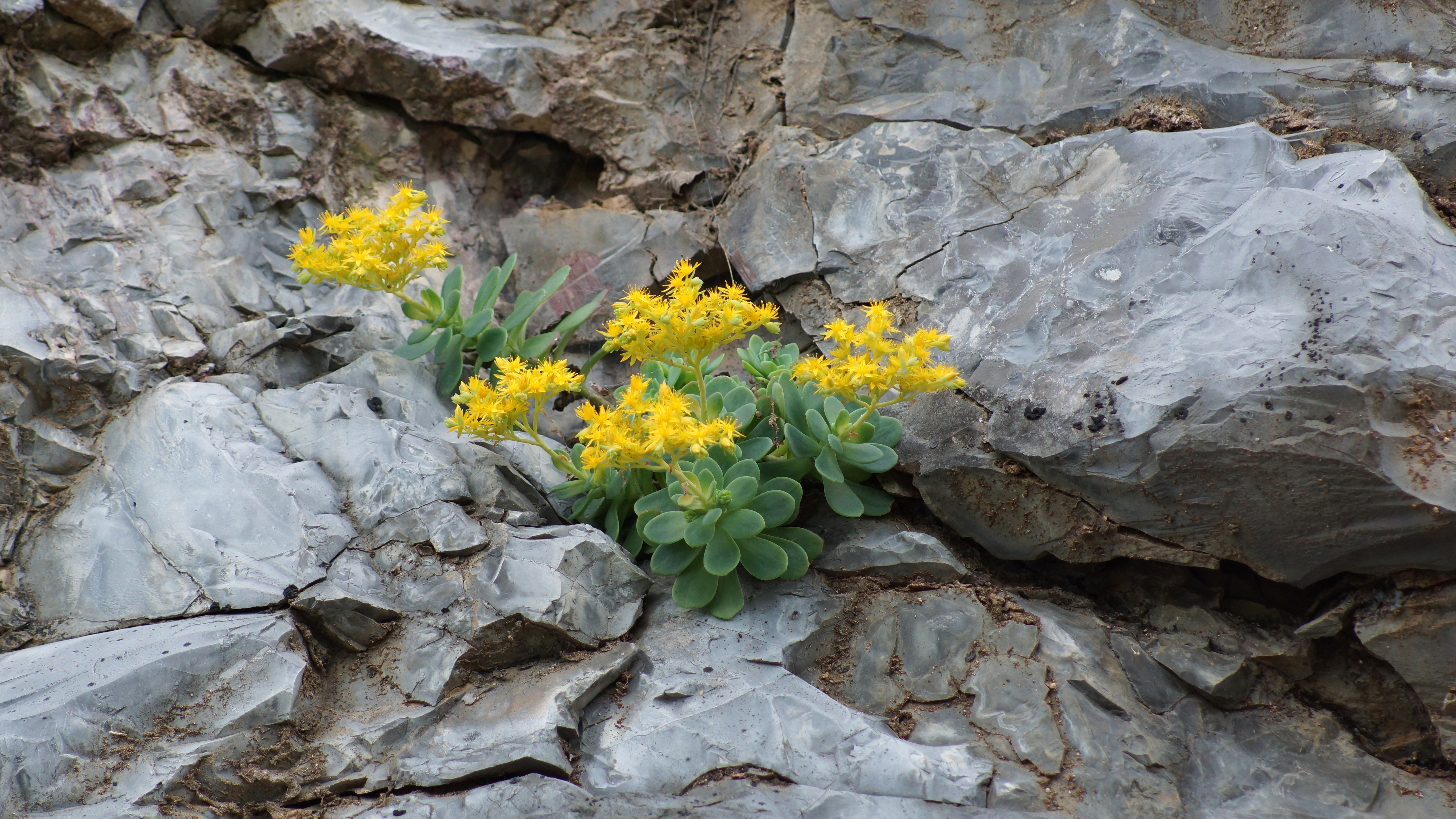
Untergattung Sedum: Sedum palmeri

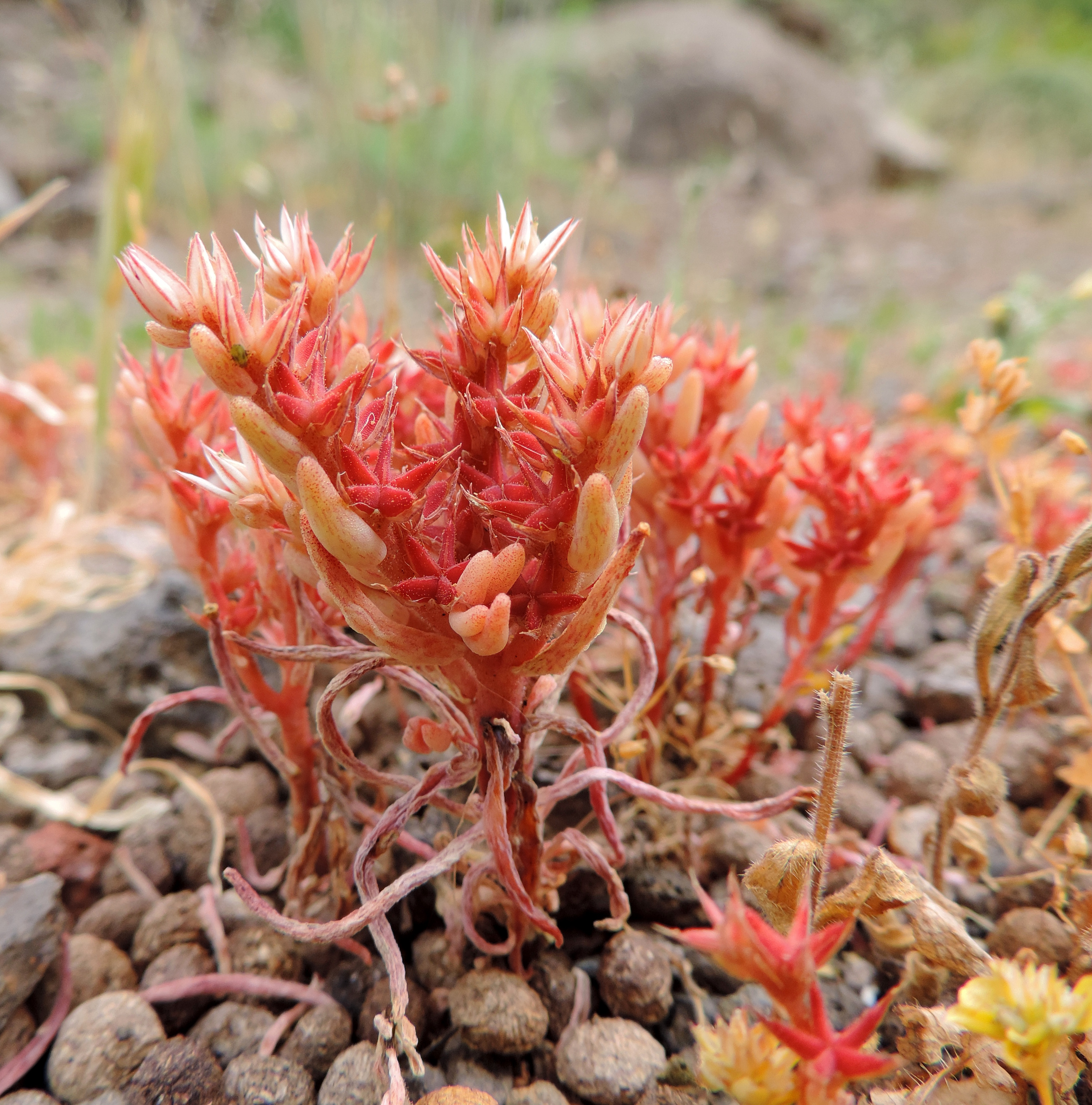
Untergattung Sedum: Rötliche Fetthenne (Sedum rubens)

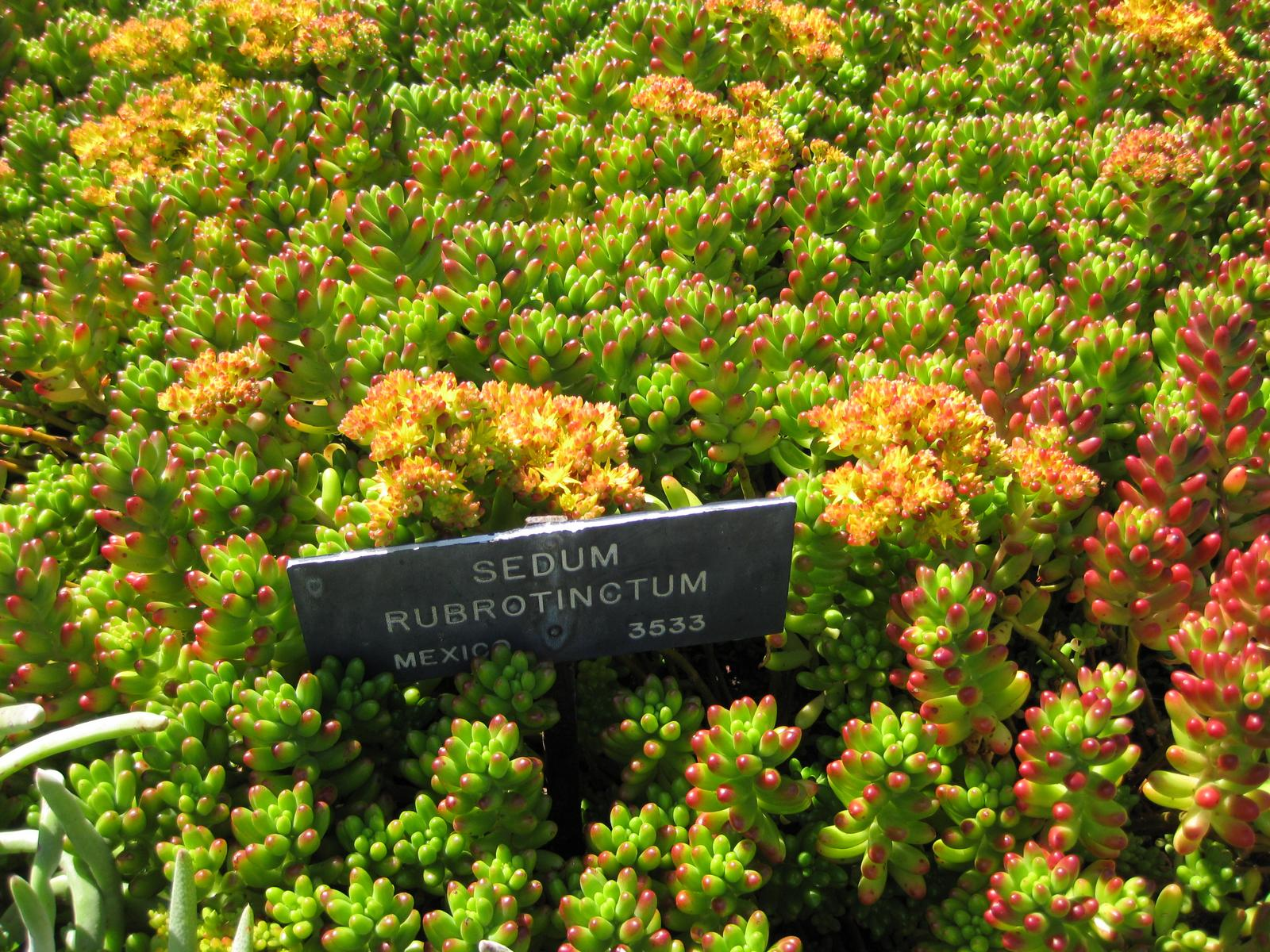
Untergattung Sedum: Sedum rubrotinctum

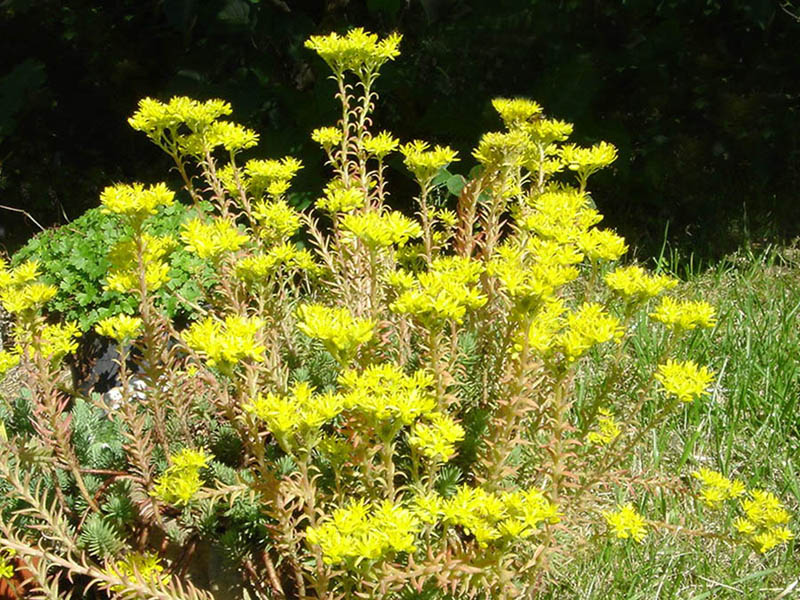
Untergattung Sedum: Felsen-Fetthenne (Sedum rupestre)

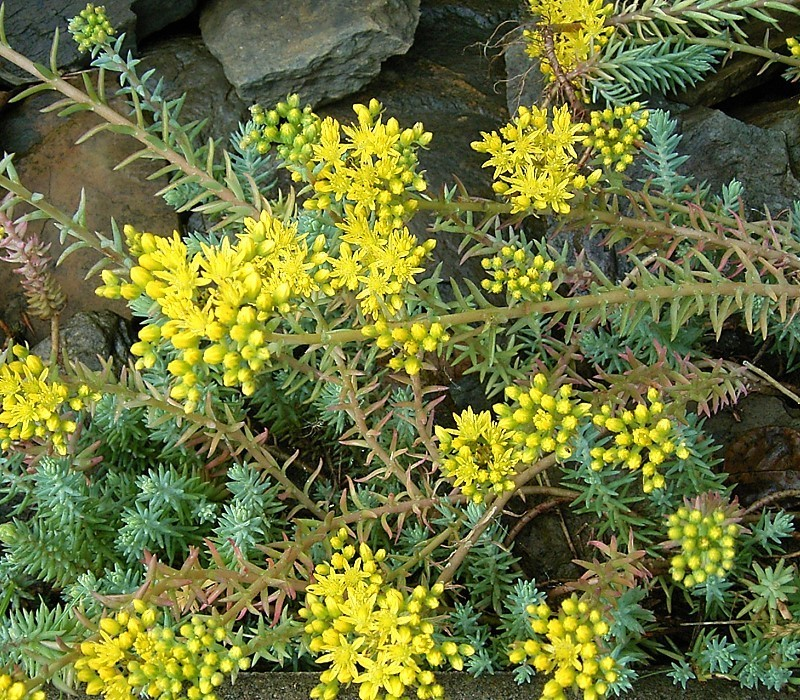
Untergattung Sedum: Felsen-Fetthenne (Sedum rupestre)

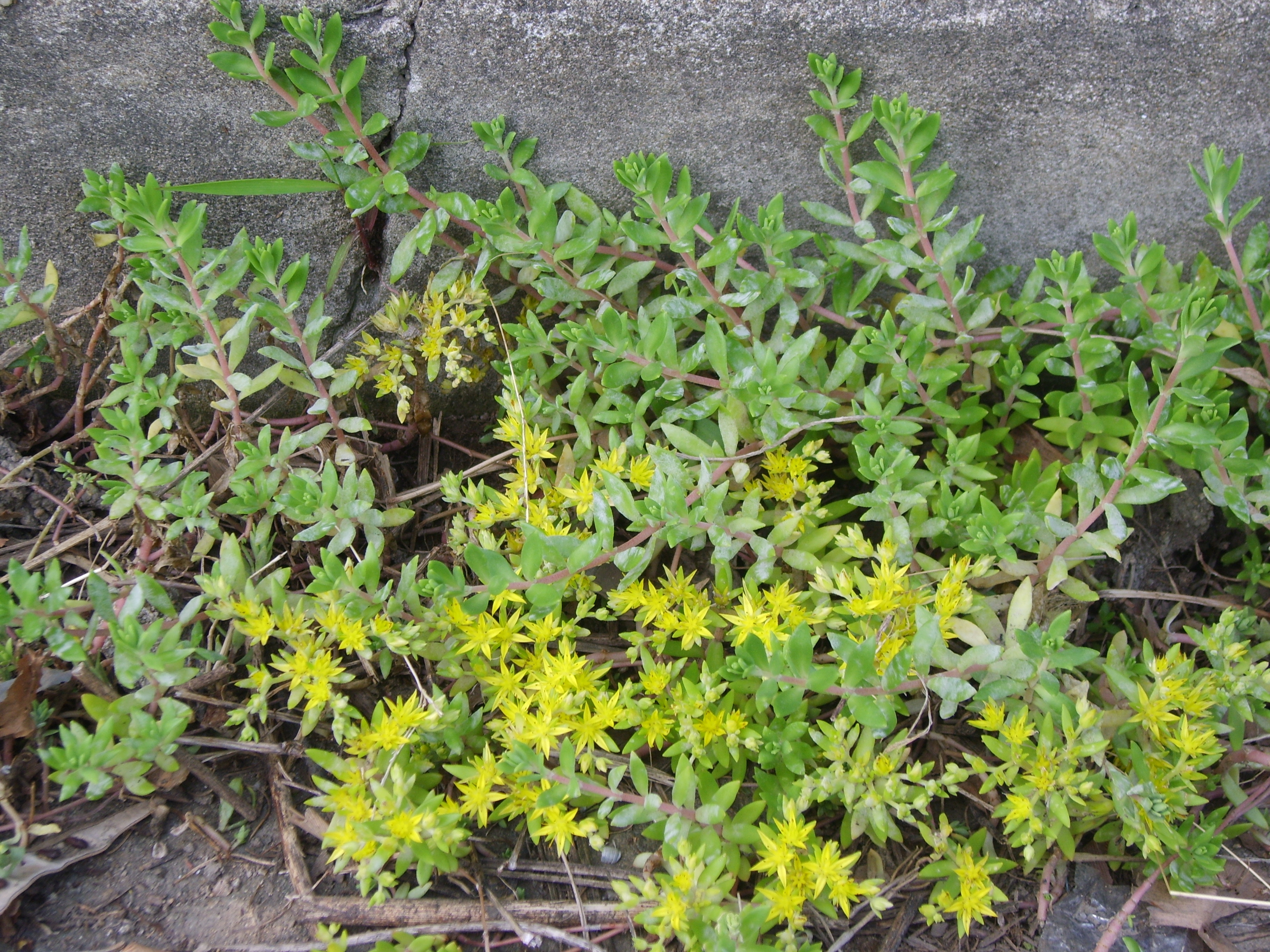
Untergattung Sedum: Ausläufer-Fetthenne (Sedum sarmentosum)

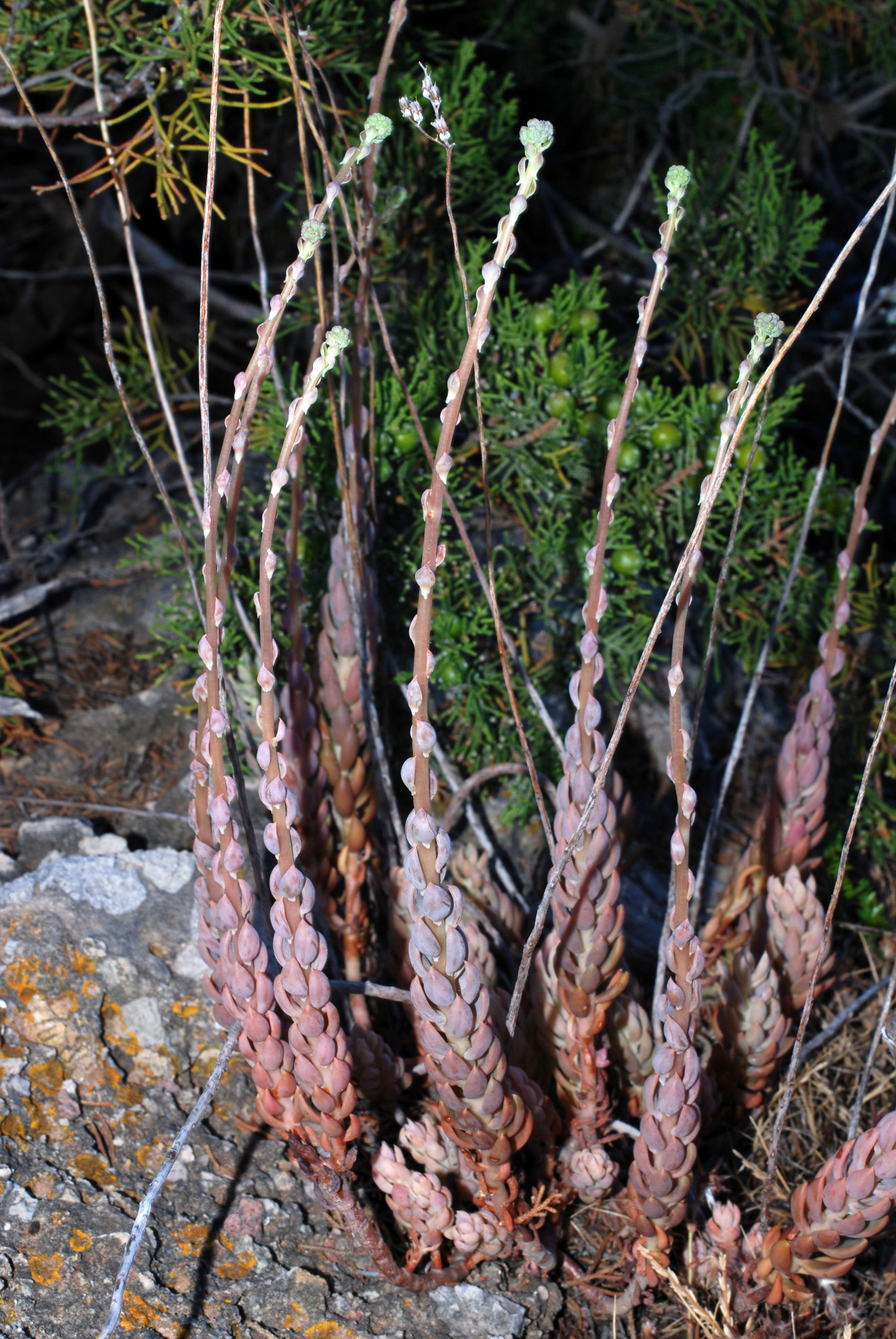
Untergattung Sedum: Nizza-Mauerpfeffer (Sedum sediforme)

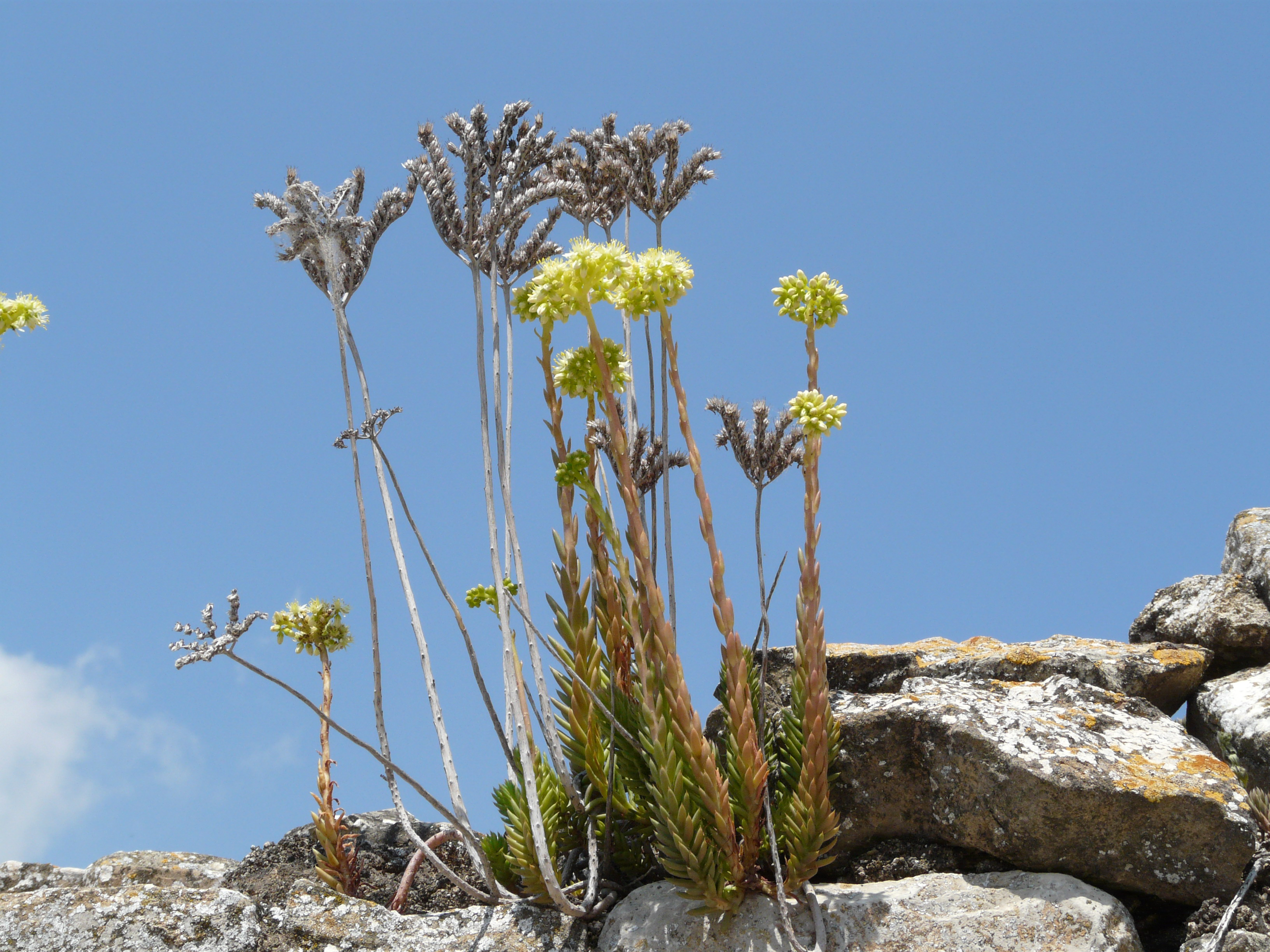
Untergattung Sedum: Nizza-Mauerpfeffer (Sedum sediforme)

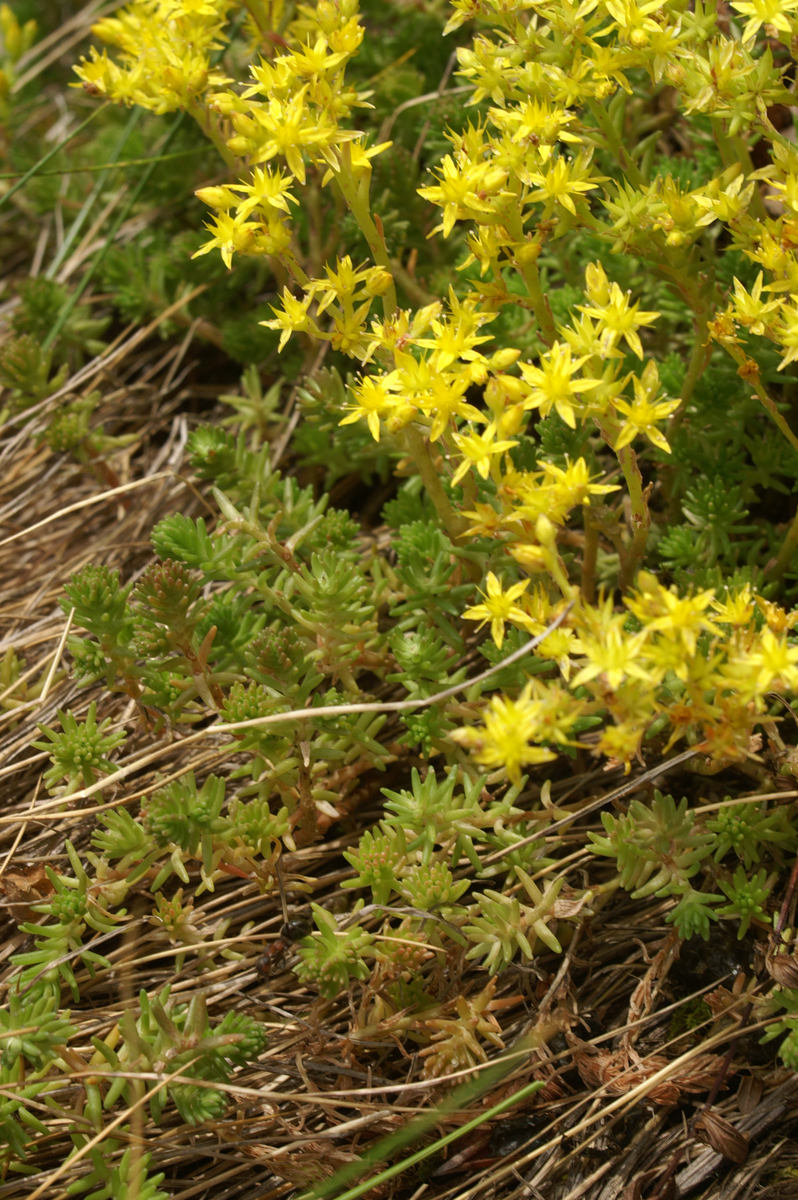
Untergattung Sedum: Milder Mauerpfeffer (Sedum sexangulare)

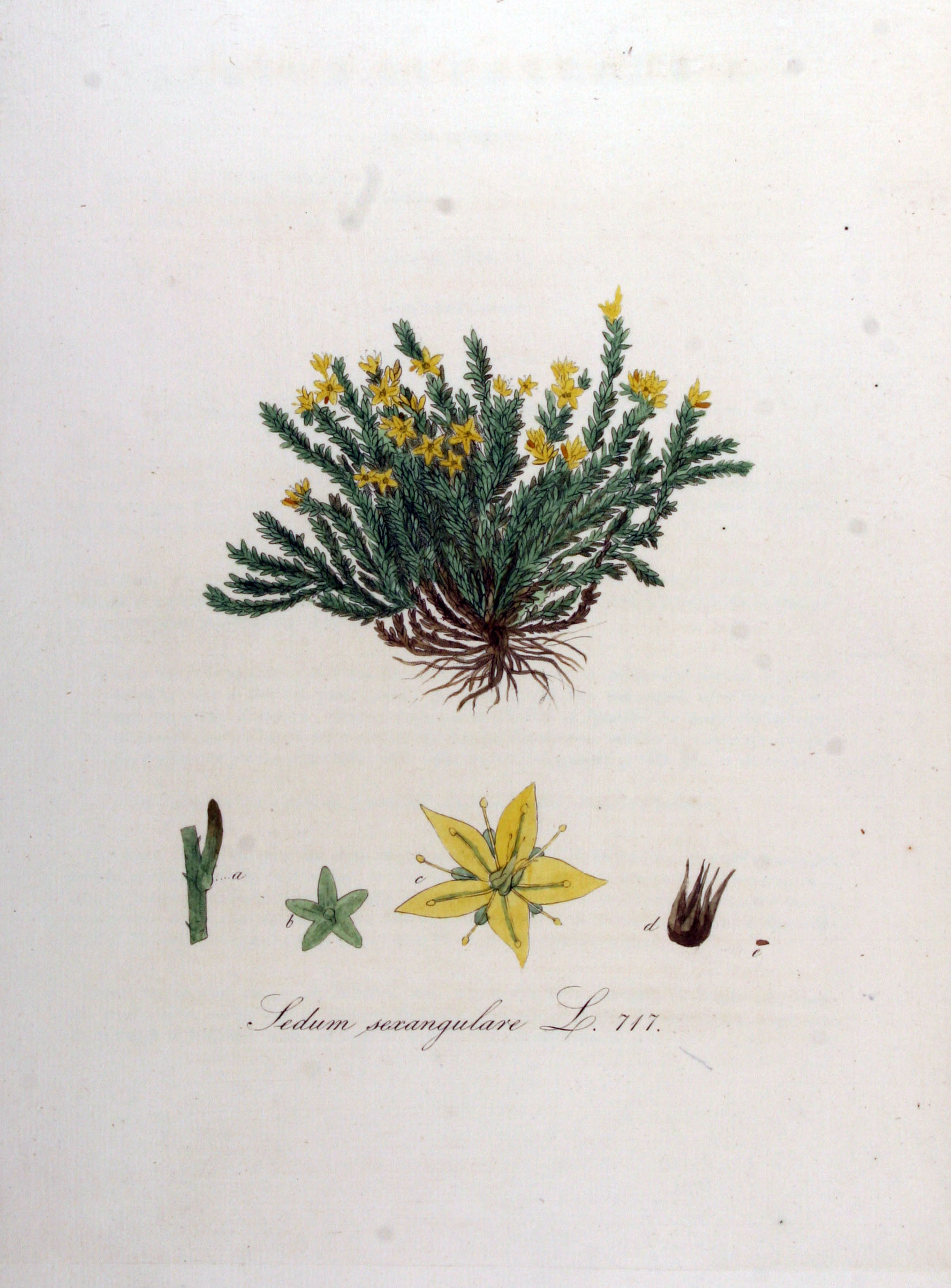
Untergattung Sedum: Illustration aus Flora Batava des Milden Mauerpfeffers (Sedum sexangulare)

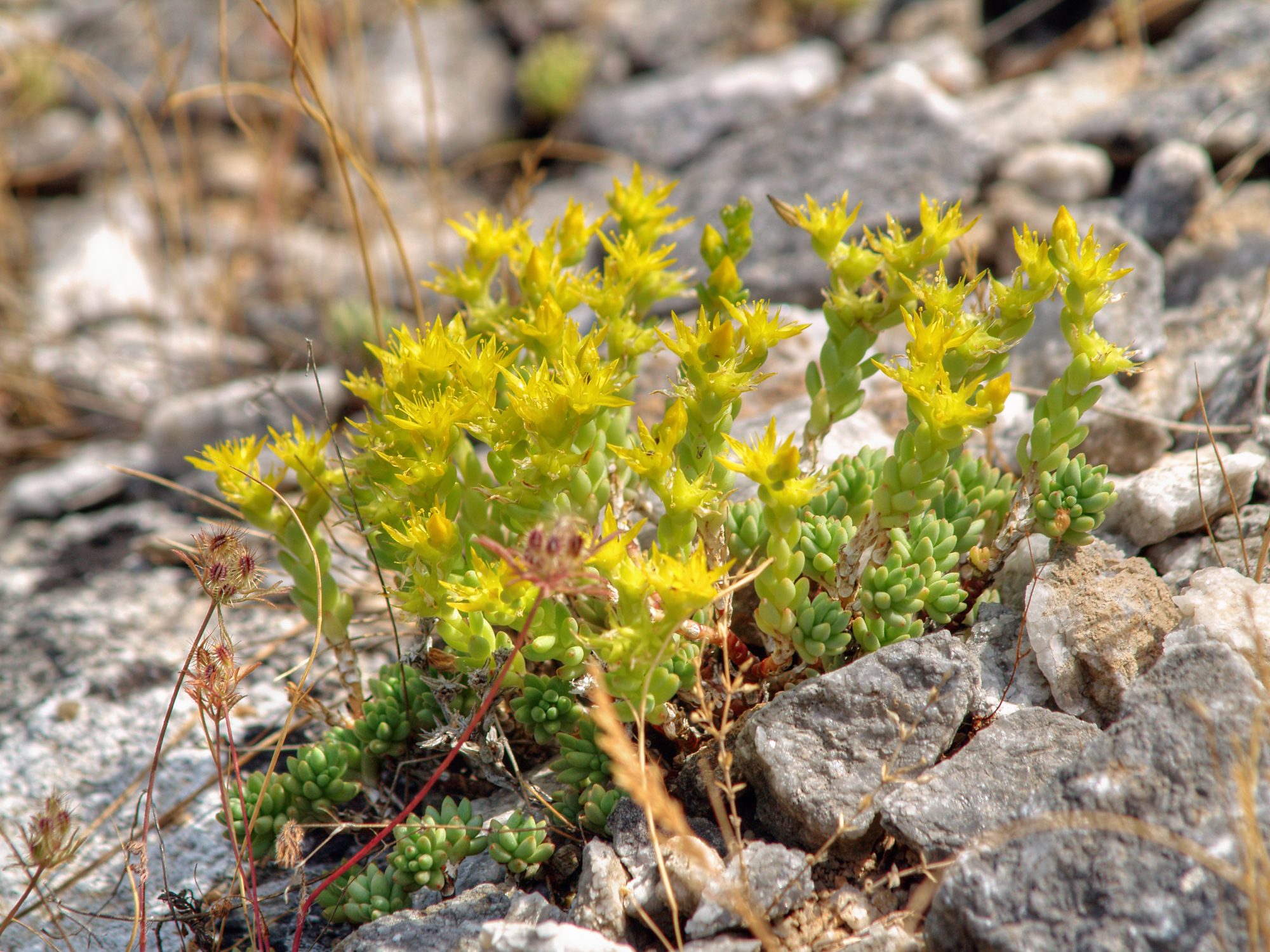
Untergattung Sedum: Ungarischer Mauerpfeffer (Sedum urvillei)

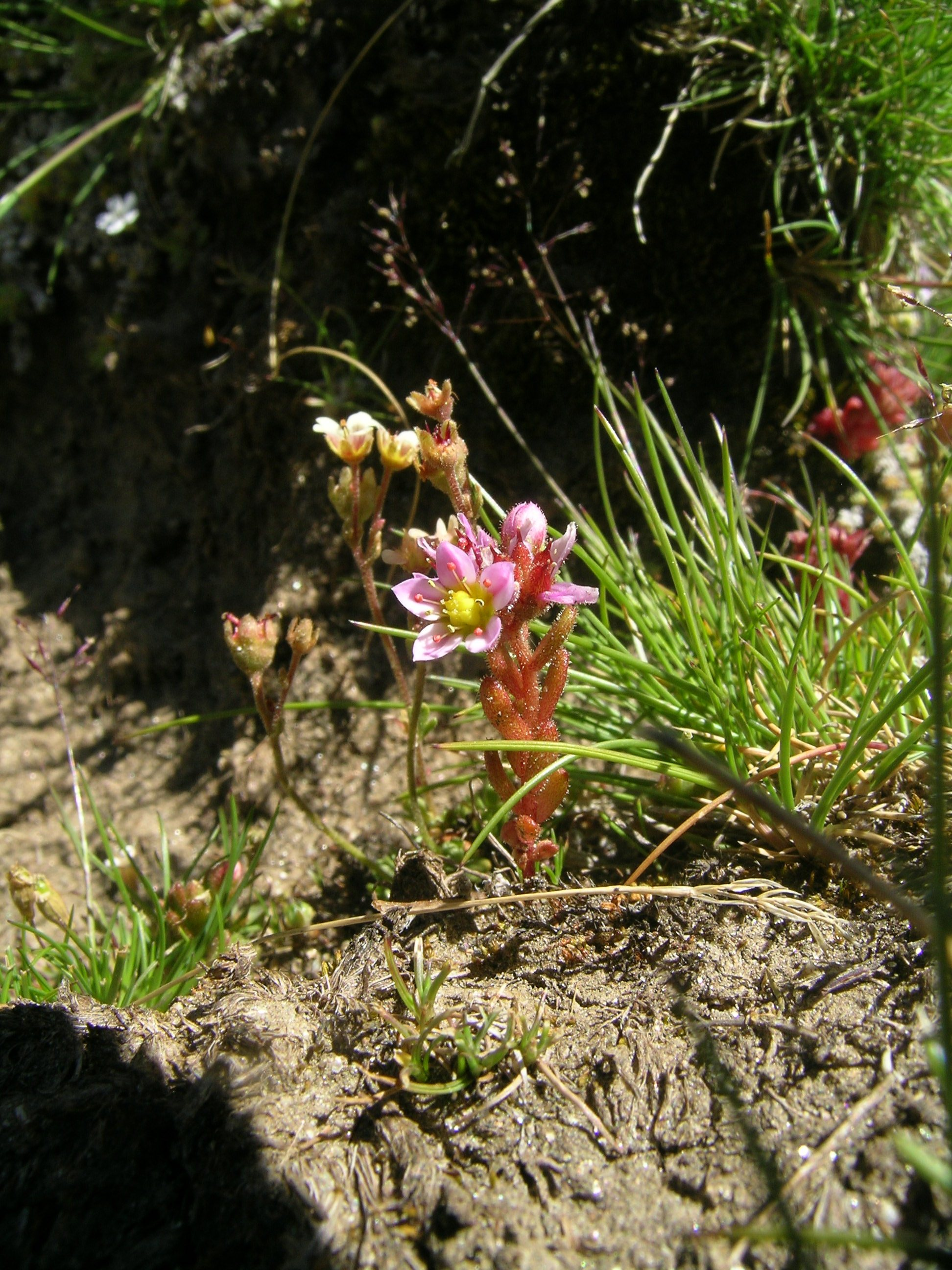
Untergattung Sedum: Sumpf-Fetthenne (Sedum villosum)

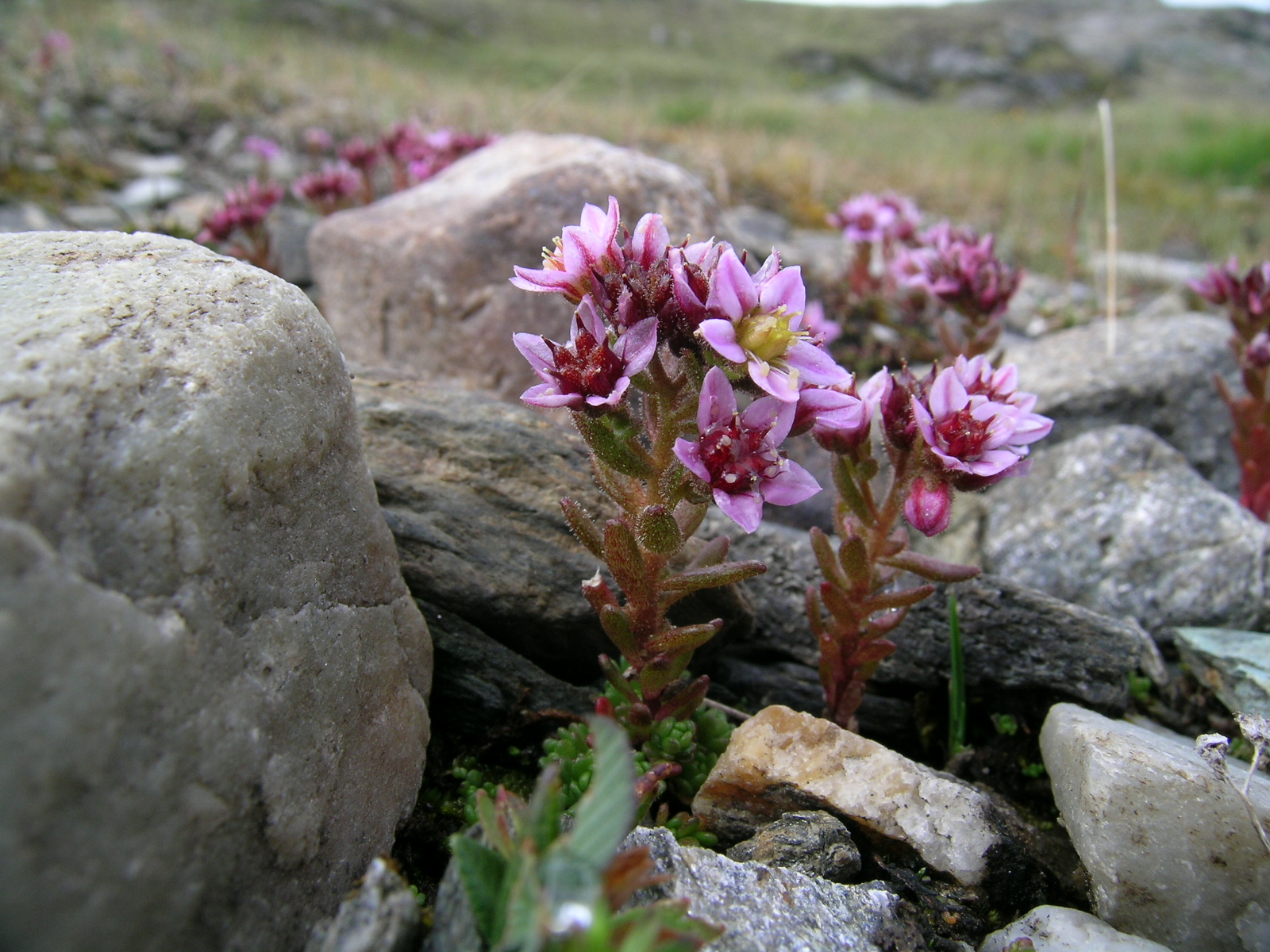
Untergattung Sedum: Sumpf-Fetthenne (Sedum villosum)

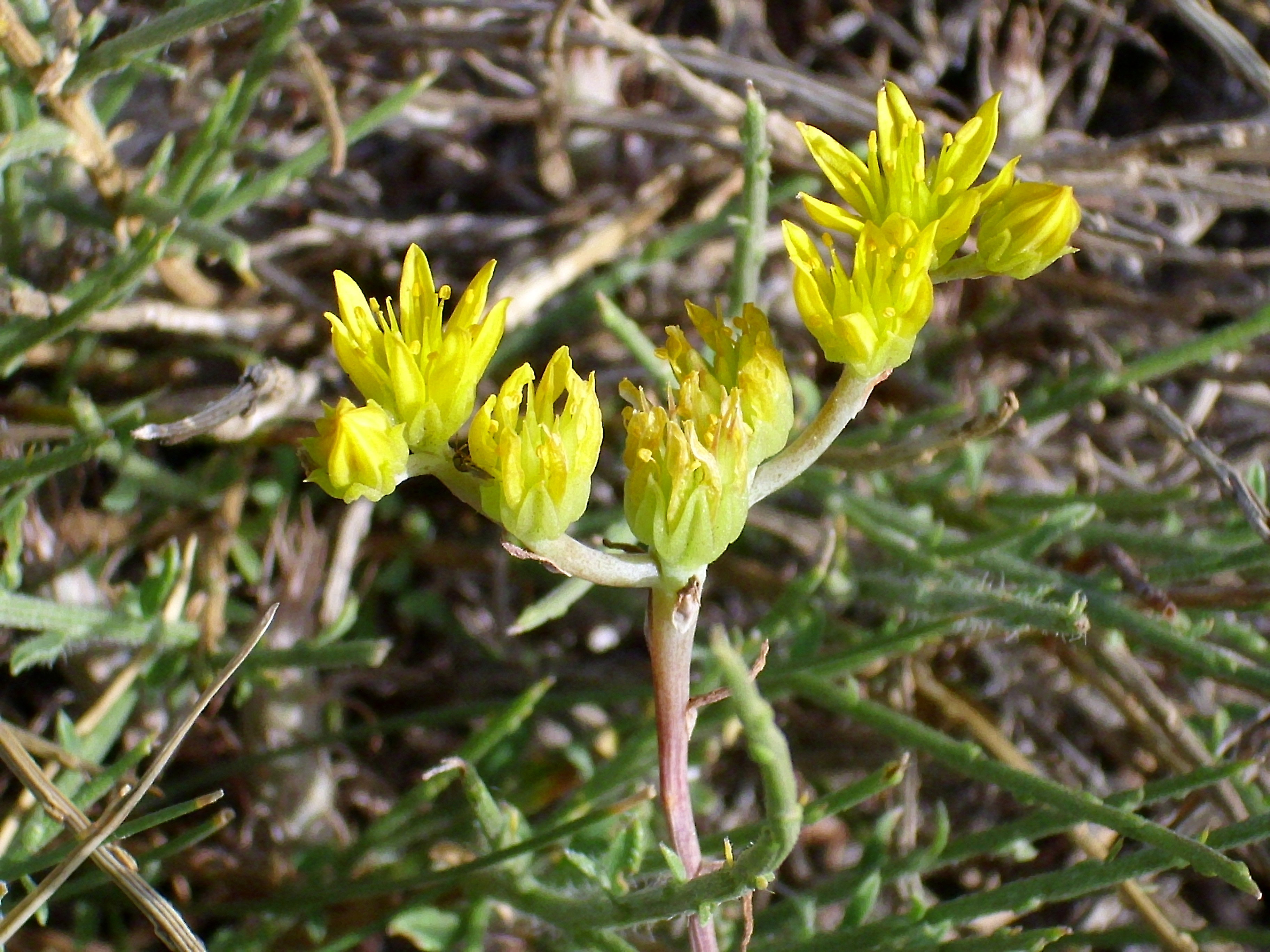
Untergattung Gormania: Sedum amplexicaule

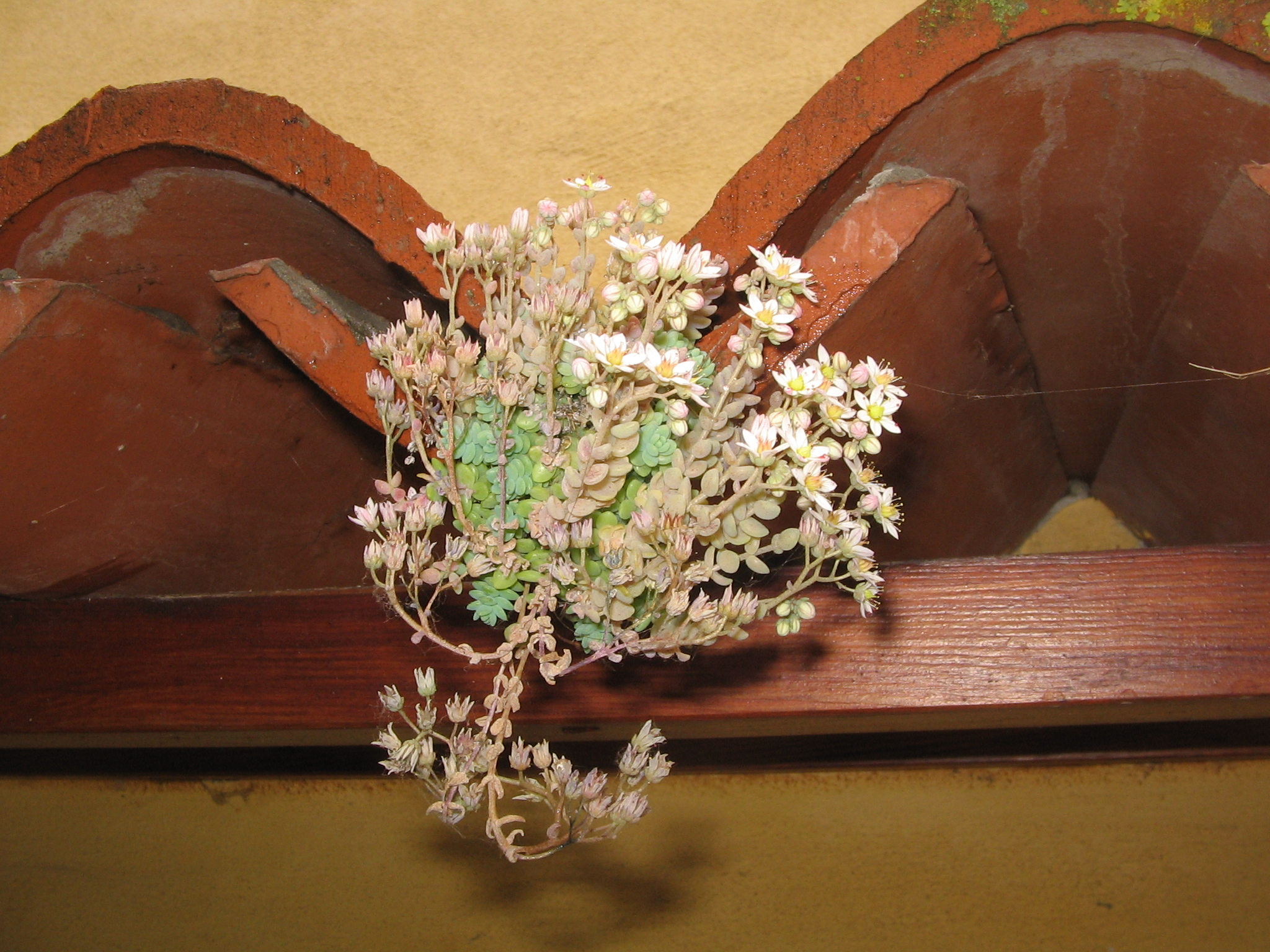
Untergattung Gormania: Buckel-Fetthenne (Sedum dasyphyllum)

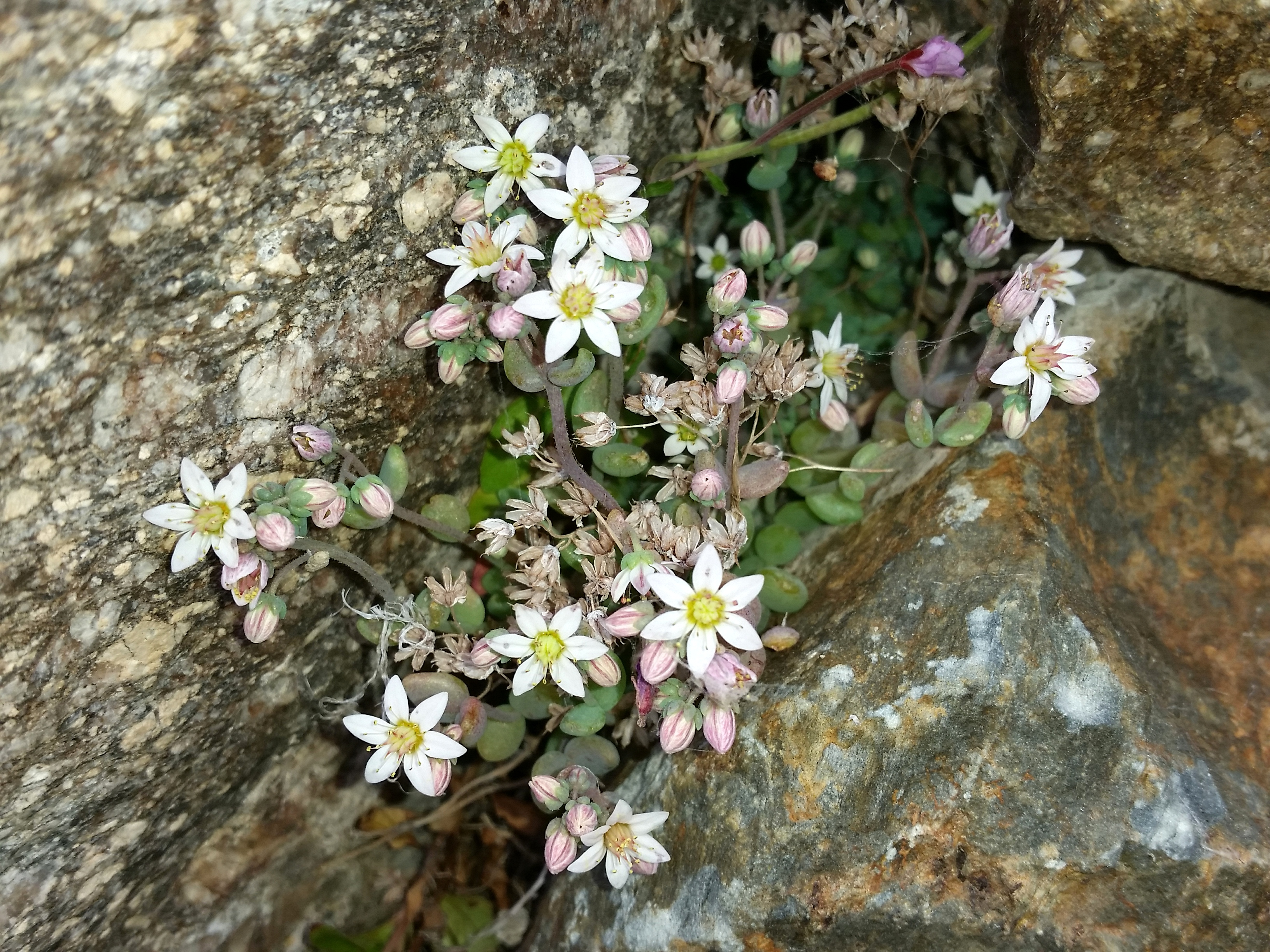
Untergattung Gormania: Buckel-Fetthenne (Sedum dasyphyllum)

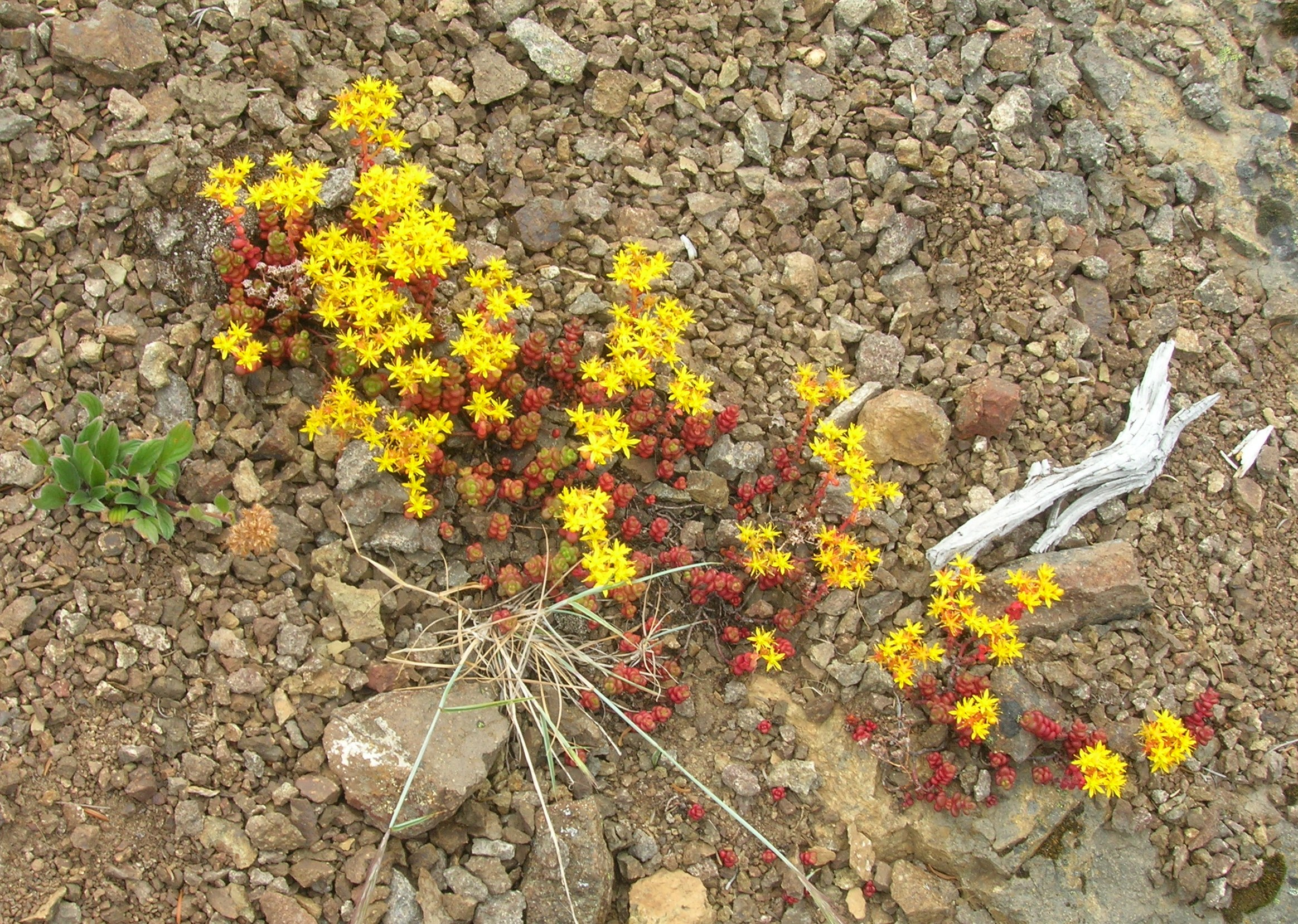
Untergattung Gormania: Sedum divergens

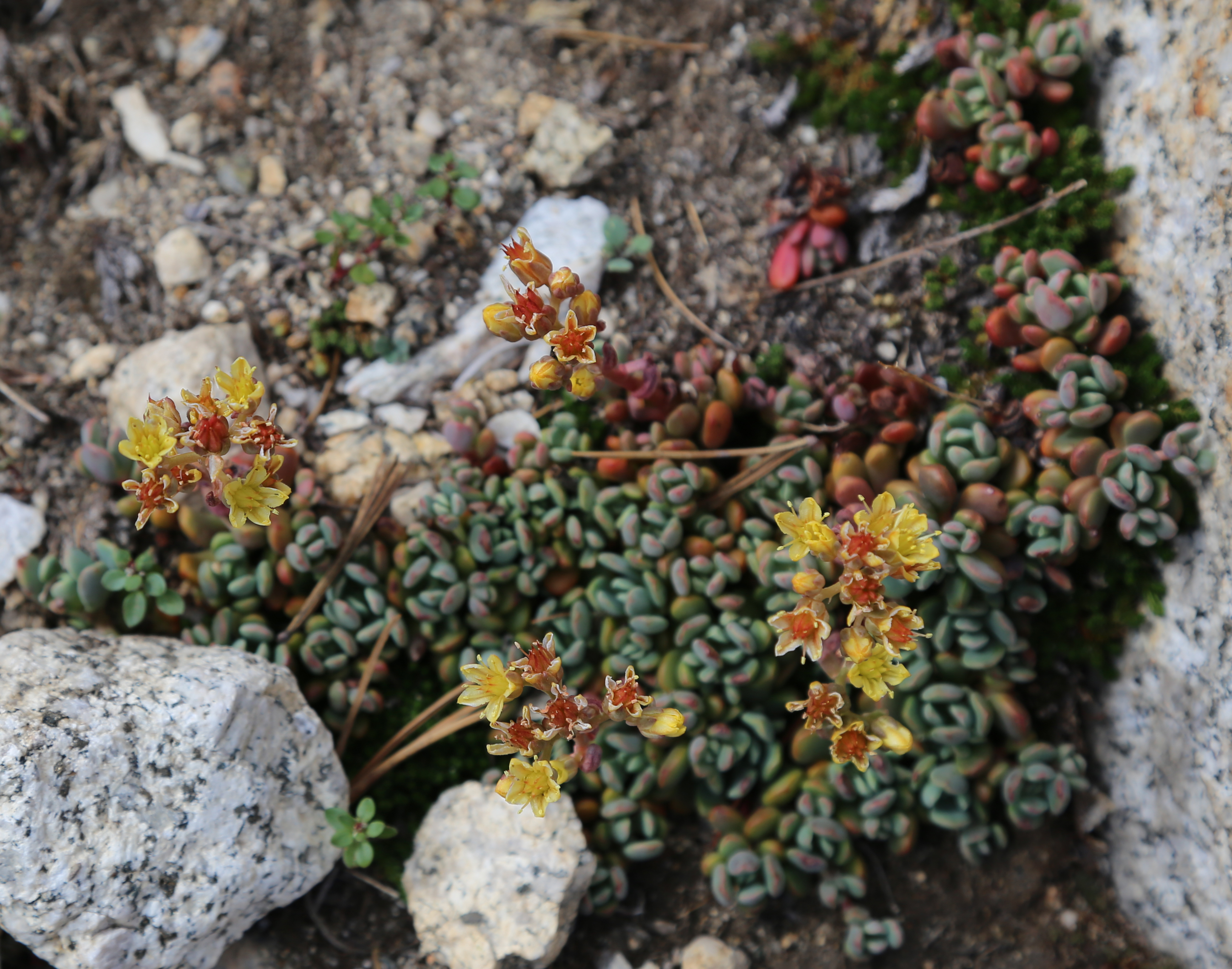
Untergattung Gormania: Sedum obtusatum

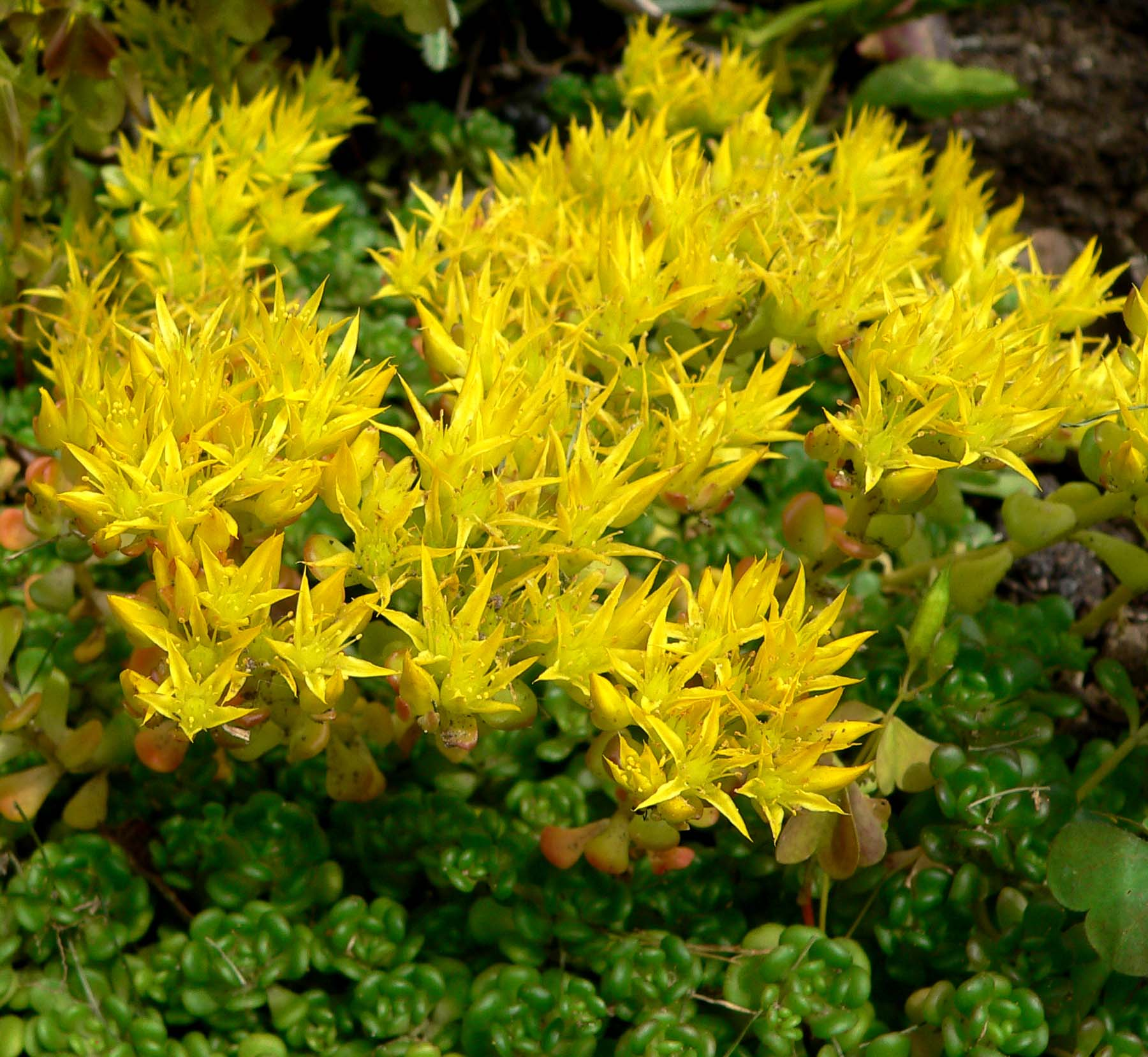
Untergattung Gormania: Sedum oreganum

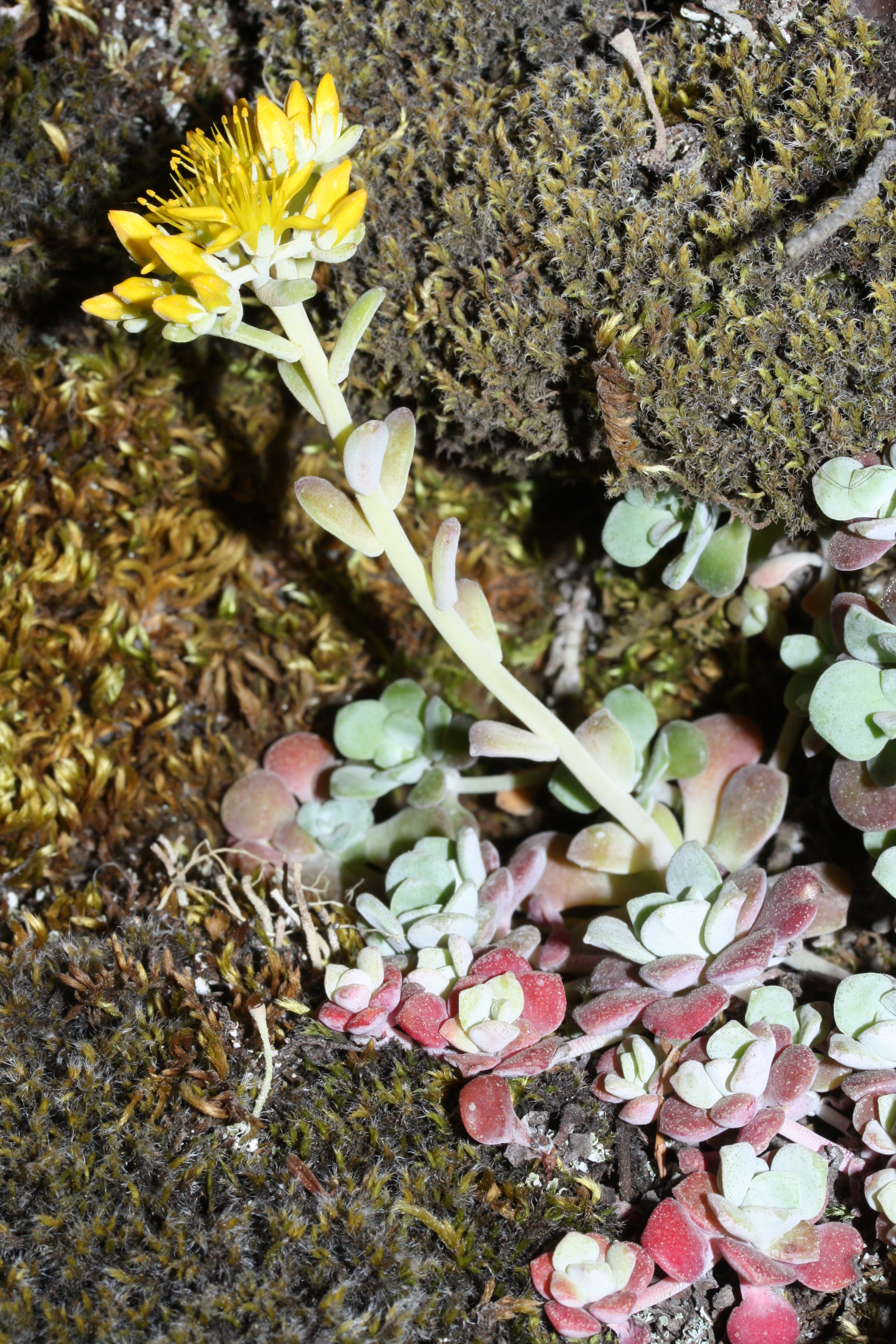
Untergattung Gormania: Sedum spathulifolium

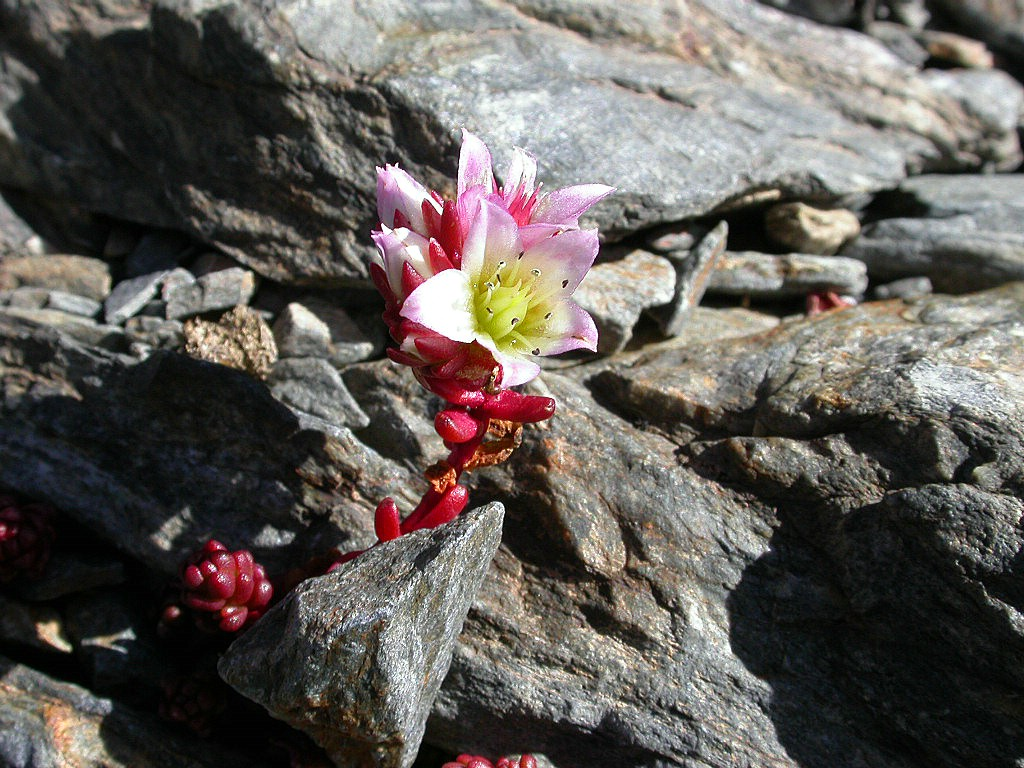
Sedum candolleanum

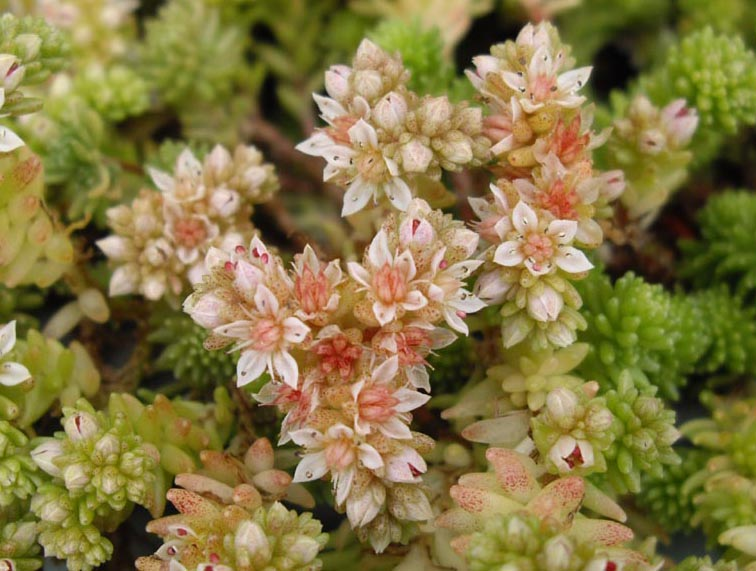
Schneepolster-Fetthenne (Sedum gracile)

- Sedum abchasicum Kolak. ex V.V.Byalt: Sie kommt im Kaukasusraum vor.[10]
- Scharfer Mauerpfeffer[11] (Sedum acre L.)
- Sedum actinocarpum Yamam.: Sie gedeiht in Höhenlagen von 300 bis 2500 Metern nur in Taiwan.[3]
- Sedum adolphii Raym.-Hamet: Sie ist in Mexiko verbreitet.
- Sedum aetnense Tineo: Sie kommt Südeuropa vor.
- Sedum alamosanum S.Watson: Sie kommt im nordwestlichen Mexiko vor.
- Sedum alberti Regel: Zentralasien bis Sibirien und Xinjiang. Sie wird auch als Pseudosedum affine (Schrenk) A.Berger in die Gattung Pseudosedum gestellt.[10]
- Weiße Fetthenne (Sedum album L.)
- Sedum alexanderi Eggli: Sie kommt im mexikanischen Bundesstaat Oaxaca vor.[10]
- Sedum alfredii Hance: Sie kommt in Japan, Korea und China vor.[3]
- Sedum allantoides Rose: Sie ist in Mexiko verbreitet.
- Alpen-Fetthenne (Sedum alpestre Vill.)
- Mierenblättriger Mauerpfeffer[12] (Sedum alsinefolium All.): Dieser Endemit gedeiht nur in den italienischen Westalpen.
- Sedum ×amecamecanum Praeger: Sie kommt im zentralen Mexiko vor.[10]
- Sedum andegavense (DC.) Desv.: Sie ist von Algerien sowie Marokko über Spanien und Portugal über Frankreich, Korsika, Sardinien bis Italien verbreitet.
- Sedum andinum Ball: Sie kommt in Peru vor.[10]
- Englische Fetthenne (Sedum anglicum Huds.), Heimat: Westeuropa, Skandinavien. Mit den Unterarten:
  - Sedum anglicum subsp. anglicum
  - Sedum anglicum subsp. pyrenaicum (Lange) Laínz: Sie kommt in Portugal, Nordspanien und Südfrankreich vor.
- Einjährige Fetthenne (Sedum annuum L.)
- Sedum apoleipon 't Hart: Sie kommt in Griechenland vor.
- Sedum arenarium Brot.: Sie kommt in Portugal und Spanien vor.
- Dunkler Mauerpfeffer[12] (Sedum atratum L.)
- Sedum australe Rose: Sie kommt vom südöstlichen Mexiko bis Guatemala vor.[10]
- Sedum aytacianum J.Metzg.: Sie kommt in der Türkei vor.[10]
- Sedum baileyi Praeger: Sie kommt in den chinesischen Provinzen Guangdong, Guangxi, Hunan und Jiangxi vor.[3]
- Sedum balfourii Raym.-Hamet: Sie kommt im westlichen Sichuan und im nordwestlichen Yunnan vor.[10]
- Sedum barbeyi Raymond-Hamet: Sie kommt in den chinesischen Provinzen Henan, Hubei und Shaanxi vor.[3]
- Sedum batallae Barocio: Sie kommt in Mexiko vor.[10]
- Sedum batesii Hemsl.: Sie kommt von Mexiko bis Guatemala vor.[10]
- Sedum ×battandieri Maire: Sie kommt im nördlichen Algerien vor.[10]
- Sedum beauverdii Raymond-Hamet: Sie gedeiht in Höhenlagen von 3000 bis 4000 Metern in den chinesischen Provinzen westliches Sichuan sowie nordwestliches Yunnan.[3]
- Sedum bellum Rose ex Praeger: Sie ist in Mexiko verbreitet.
- Sedum bergeri Raymond-Hamet: Sie gedeiht in Höhenlagen von 300 bis 3500 Metern nur im östlichen Yunnan.[3]
- Sedum berillonianum Raymond-Hamet: Sie kommt in Peru vor.[10]
- Sedum blepharophvllum Fröd.: Sie gedeiht in Höhenlagen von 3200 bis 3800 Metern nur im westlichen Sichuan.[3]
- Sedum bonnieri Raymond-Hamet: Sie kommt im südlichen Shaanxi und im östlichen Sichuan vor.[3]
- Sedum botteri Hemsl.: Sie kommt in Mexiko vor.[10]
- Sedum bourgaei Hemsl.: Sie kommt in Mexiko vor.[10]
- Sedum bracteatum Viv.: Sie kommt nur in Libyen vor.
- Sedum brevifolium DC.: Sie ist von Marokko über Spanien, Portugal bis Frankreich, Korsika und Sardinien verbreitet.[7]
- Sedum brissemoretii Raymond-Hamet: Dieser Endemit kommt nur in Madeira vor.[10]
- Sedum bulbiferum Makino (Syn.: Sedum rosulatobulbosum Koidz., Sedum jinianum X.H.Guo): Sie kommt in Japan, Korea[7] und in China vor.[3]
- Sedum burrito Moran: Die Heimat ist vermutlich der mexikanische Bundesstaat Veracruz.[7][10]
- Sedum caducum R.T.Clausen: Sie kommt im mexikanischen Bundesstaat Tamaulipas vor.[10]
- Sedum caeruleum L., Heimat: Sie kommt auf Korsika, Sardinien, Malta sowie Sizilien und in Tunesien, Algerien sowie Marokko vor.
- Sedum caespitosum (Cav.) DC.: Sie kommt in Südeuropa, Vorderasien sowie Nordafrika vor.
- Sedum calcaratum Rose: Sie kommt in Mexiko vor.[10]
- Sedum calcicola B.L.Rob. & Greenm. (Syn.: Sedum acropetalum Fröd., Sedum lenophylloides Rose): Sie kommt im nordöstlichen Mexiko vor.[10]
- Sedum caroli-henrici Kit Tan; Heimat: Kleinasien
- Sedum catorce G.L.Nesom: Sie kommt in Mexiko vor.[10]
- Sedum celatum Fröd.: Sie gedeiht in Höhenlagen von 2900 bis 4200 Metern im südlichen Gansu sowie östlichen Qinghai.[3]
- Sedum celiae Raymond-Hamet: Sie gedeiht in Höhenlagen von 2600 bis 3000 Metern im südwestlichen Sichuan sowie nordwestlichen Yunnan.[3]
- Rispen-Fetthenne[12] (Sedum cepaea L.): Sie ist in Europa, Vorderasien und Nordafrika verbreitet.
- Sedum chauveaudii Raymond-Hamet: Sie kommt in zwei Varietäten in Nepal und in China vor.[3]
- Sedum chihuahuense S. Watson: Sie kommt im mexikanischen Bundesstaat Chihuahua vor.[10]
- Sedum chingtungense K.T.Fu: Sie gedeiht in Höhenlagen von etwa 2100 Metern im westlichen bis zentralen Yunnan.[3]
- Sedum chloropetalum R.T.Clausen: Sie kommt im mexikanischen Bundesstaat Oaxaca vor.[10]
- Sedum chrysicaulum J.A.McDonald: Sie kommt in Mexiko vor.[10]
- Sedum chuhsingense K.T.Fu: Sie kommt im zentralen Yunnan vor.[3]
- Sedum cilicicum Kit Tan & Vural; Heimat: Kleinasien
- Sedum clausenii V.V.Byalt: Sie kommt im nordöstlichen Mexiko vor.[10]
- Sedum clavatum R.T. Clausen: Sie kommt im zentralen Mexiko vor.[10]
- Sedum clavifolium Rose: Sie kommt im zentralen Mexiko vor.[10]
- Sedum cockerellii Britton (Syn.: Sedum griffithsii Rose): Sie kommt in den US-Bundesstaaten Arizona, New Mexico, Kalifornien sowie Texas und in den mexikanischen Bundesstaaten Sonora sowie Chihuahua vor.[7]
- Sedum commixtum Moran & Hutchison: Sie kommt im mexikanischen Bundesstaat Oaxaca vor.[10]
- Sedum compactum Rose: Sie ist in Mexiko verbreitet.
- Sedum compressum Rose: Sie kommt im mexikanischen Bundesstaat Tamaulipas vor.[7]
- Sedum concarpum Fröd.: Sie gedeiht in Höhenlagen von 2800 bis 3400 Metern im südwestlichen Hubei sowie südwestlichen Yunnan.[3]
- Sedum confertiflorum Boiss.: Sie kommt in Kleinasien, auf Inseln in der Ägäis und in Griechenland vor.
- Sedum confusum Hemsl. (Syn.: Sedum aoikon Ulbr.): Sie kommt in Mexiko vor.[10]
- Sedum conzattii Rose: Sie kommt im mexikanischen Bundesstaat Oaxaca vor.[7]
- Sedum copalense Kimnach: Sie kommt im mexikanischen Bundesstaat Sinaloa vor.[10]
- Sedum cormiferum R.T.Clausen: Sie kommt im zentralen Mexiko vor.[10]
- Sedum corymbosum Grossh.: Sie kommt im Kaukasusraum vor.[10]
- Sedum corynephyllum Fröd.: Sie kommt im nordöstlichen Mexiko vor.[10]
- Sedum craigii R.T.Clausen: Sie ist in Mexiko verbreitet.
- Sedum creticum C.Presl: Sie kommt nur auf Kreta und Karpathos vor.
  - Sedum creticum var. creticum
  - Sedum creticum var. monocarpicum 't Hart
- Sedum cupressoides Hemsl.: Sie ist in Mexiko verbreitet.
- Sedum cuspidatum Alexander: Sie kommt in Mexiko vor.[10]
- Sedum cymatopetalum Fröd.: Sie kommt vom südwestlichen Bolivien bis zum nördlichen Argentinien vor.[10]
- Sedum cyprium A.K.Jackson & Turrill: Sie kommt nur auf Zypern vor.
- Sedum cyrenaicum Brullo & Furnari; Heimat: Libyen
- Sedum daigremontianum Raymond-Hamet: Sie kommt im südlichen Gansu und in Sichuan in Höhenlagen von 2300 bis 4000 Metern vor.[3] Mit den Varietäten:
  - Sedum daigremontianum Raymond-Hamet var. daigremontianum
  - Sedum daigremontianum var. macrosepalum Fröd.
- Sedum decipiens (Baker) Thiede & 't Hart (Syn.: Sedum plicatum Thiede & 't Hart:): Sie kommt von Peru bis zum westlichen Bolivien vor.[10]
- Strauchige Fetthenne (Sedum dendroideum Moc. & Sessé ex DC.): Sie ist von Mexiko bis Guatemala verbreitet und in Nordfrankreich ein Neophyt.[13] Mit den Unterarten:
  - Sedum dendroideum Moc. & Sessé ex DC. subsp. dendroideum
  - Sedum dendroideum subsp. monticola (Brandegee) R.T.Clausen
  - Sedum dendroideum subsp. parvifolium R.T.Clausen
  - Sedum dendroideum subsp. praealtum (A.DC.) R.T.Clausen (Syn.: Sedum praealtum A.DC.): Sie ist im Mittelmeerraum stellenweise eingebürgert.[13]
- Sedum didymocalyx Fröd.: Sie gedeiht in Höhenlagen von 4400 bis 4700 Metern nur im westlichen Sichuan.[3]
- Sedum dielsii Raymond-Hamet: Sie kommt in den chinesischen Provinzen Gansu, Hubei und Sichuan vor.[3]
- Sedum diffusum S.Watson: Sie kommt in den mexikanischen Bundesstaaten San Luis Potosí, Nuevo León und Hidalgo vor.[7]
- Sedum diminutum (R.T.Clausen) G.L.Nesom: Sie kommt im mexikanischen Bundesstaat Coahuila vor.[10]
- Sedum dimorphophyllum K.T.Fu & G.Y.Rao: Sie gedeiht in Höhenlagen von 2800 bis 2900 Metern nur im westlichen Sichuan.[3]
- Sedum dispermum Fröd.: Sie kommt im mexikanischen Bundesstaat Jalisco vor.[10]
- Sedum dongzhiense D.Q.Wang & Y.L.Shi: Sie kommt im südlichen Anhui vor.[3]
- Sedum dugueyi Raymond-Hamet: Sie gedeiht in Höhenlagen von 2000 bis 3600 Metern im nordwestlichen Sichuan sowie im nordwestlichen Yunnan.[3]
- Sedum dulcinomen G.L.Nesom: Sie kommt in Mexiko vor.[10]
- Sedum duthiei Fröd.: Sie kommt im westlichen Himalaja vor.[10]
- Sedum ebracteatum Moc. & Sessé: Sie kommt in zwei Unterarten in Mexiko vor:[7]
  - Sedum ebracteatum Moc. & Sessé subsp. ebracteatum
  - Sedum ebracteatum subsp. grandifolium R.T.Clausen
- Sedum edwardsii (R.T.Clausen) B.L.Turner: Sie kommt im mexikanischen Bundesstaat Zamaulipas vor.[10]
- Sedum elburzense Akhani & Assadi: Sie kommt nur im nördlichen Iran vor.[10]
- Sedum emarginatum Migo: Sie kommt in China in Höhenlagen von 600 bis 1800 Metern vor.[3]
- Sedum engleri Raymond-Hamet: Sie kommt in zwei Varietäten im südwestlichen Hubei, südwestlichen Sichuan und nordwestlichen Yunnan in Höhenlagen von 1900 bis 3600 Metern vor.[3]
- Sedum erici-magnusii Fröd.: Es gibt zwei Unterarten:
  - Sedum erici-magnusii subsp. chilianense K.T.Fu: Sie kommt im westlichen Gansu vor.[3]
  - Sedum erici-magnusii subsp. erici-magnusii (Syn.: Sedum erici-magnusii var. subalpinum Fröd.): Sie kommt im westlichen Sichuan und im östlichen Tibet in Höhenlagen von 3800 bis 4900 Metern vor.[3]
- Sedum erythrospermum Hayata: Es gibt etwa zwei Unterarten:
  - Sedum erythrospermum subsp. australe (Merr.) H.Ohba: Sie kommt auf den Philippinen vor.
  - Sedum erythrospermum Hayata subsp. erythrospermum: Sie gedeiht in Höhenlagen von 2000 bis 3500 Metern nur in Taiwan.[3]
- Sedum euxinum 't Hart & Alpinar: Sie kommt in der Türkei vor.
- Sedum farinosum Rose: Dieser Endemit kommt nur in Madeira vor.[10]
- Sedum feddei Raymond-Hamet: Sie kommt im westlichen Sichuan vor.[3]
- Sedum fedtschenkoi Raymond-Hamet: Sie kommt im südlichen Qinghai, im westlichen Sichuan und im östlichen Xizang in Höhenlagen von 3300 bis 4800 Metern Meereshöhe vor.[3]
- Sedum fischeri Raymond-Hamet: Sie kommt im nordwestlichen Indien, in Bhutan, Sikkim und in Qinghai in Höhenlagen zwischen 3600 und 5600 Metern vor.[3]
- Sedum flaccidum Rose: Sie kommt im mexikanischen Bundesstaat Durango vor.[10]
- Sedum formosanum N.E.Brown: Sie kommt an den Küsten von Japan, den Philippinen und von Taiwan vor.[3]
- Sedum forreri Greene: Sie kommt im mexikanischen Bundesstaat Durango vor.[10]
- Sedum forrestii Raymond-Hamet: Sie gedeiht in Höhenlagen von 3400 bis 4400 Metern nur im nordwestlichen Yunnan.[3]
- Zierliche Fetthenne (Sedum forsterianum Sm.; wird auch als Unterart subsp. forsterianum (Sm.) R.L.Evans zu Sedum rupestre L. gestellt)
- Wohlriechender Mauerpfeffer[12] (Sedum fragrans 't Hart): Dieser Endemit der Westalpen kommt in Frankreich und Italien vor.
- Sedum franchetii Grande: Sie gedeiht in Höhenlagen von 2800 bis 4100 Metern nur im nordwestlichen Yunnan.[3]
- Sedum frutescens Rose: Sie kommt vom zentralen Mexiko bis Michoacán vor.[10]
- Sedum fui Rowley: Es gibt zwei Varietäten:
  - Sedum fui var. fui: Sie kommt im südlichen Sichuan und im westlichen Yunnan in Höhenlagen von 3700 bis 3800 Metern vor.[3]
  - Sedum fui var. longisepalum (K.T.Fu) S.H.Fu: Dieser Endemit kommt im nordwestlichen Yunnan in Höhenlagen von etwa 3500 Metern vor.[3]
- Sedum furfuraceum Moran: Sie kommt im mexikanischen Bundesstaat San Luis Potosí vor.[10]
- Sedum fuscum Hemsl.: Sie kommt im nordöstlichen Mexiko vor.[10]
- Sedum fusiforme Lowe: Dieser Endemit kommt in Madeira vor.[10]
- Sedum gagei Raymond-Hamet: Sie kommt im Nepal, Bhutan, Sikkim und im südlichen Tibet vor.[3]
- Sedum goldmanii (Rose) Moran: Sie kommt in Mexiko vor.[10]
- Sedum grammophyllum Fröderström: Sie kommt in den chinesischen Provinzen Guangdong und Guangxi vor.[3]
- Sedum grandisepalum R.T.Clausen: Sie kommt im mexikanischen Bundesstaat Oaxaca vor.[10]
- Sedum grandyi Raym.-Hamet: Sie kommt in Peru vor.[10]
- Sedum greggii Hemsl.: Sie ist in Mexiko verbreitet.[7]
- Sedum grisebachii Boiss. & Heldr.: Die zwei Varietäten kommen auf der Balkanhalbinsel und in Rumänien vor:
  - Sedum grisebachii var. grisebachii
  - Sedum grisebachii var. horakii (Rohlena) Fröd.
- Sedum griseum Praeger: Sie ist in Mexiko verbreitet.
- Sedum guadalajaranum S.Watson: Sie kommt in Mexiko vor.[10]
- Sedum guatemalense Hemsl.: Sie kommt von Mexiko bis El Salvador vor.[10]
- Sedum gypsicola Boiss. & Reut., Heimat: Spanien, Tunesien, Algerien, Marokko
- Sedum gypsophilum B.L. Turner: Sie kommt im nordöstlichen Mexiko vor.[10]
- Sedum hakonense Makino: Sie kommt in Japan und im nördlichen Guangdong vor.[3]
- Sedum hangzhouense K.T.Fu & G.Y.Rao: Sie kommt im nördlichen Zhejiang vor.[3]
- Sedum heckelii Raymond-Hamet: Sie kommt im westlichen Sichuan und im östlichen Tibet in Höhenlagen von 3500 bis 4200 Metern vor.[3]
- Sedum hemsleyanum Rose: Sie ist in Mexiko verbreitet.[7]
- Sedum hengduanense K.T.Fu: Sie gedeiht in Höhenlagen von 2100 bis 2900 Metern im südöstlichen Tibet, im südwestlichen Sichuan sowie nordwestlichen Yunnan.[3]
- Sedum henrici-robertii Raymond-Hamet: Sie kommt in Nepal, im östlichen Qinghai, im südlichen Tibet und vielleicht auch in Bhutan und Sikkim vor.[3]
- Sedum hernandezii J.Meyrán: Sie kommt im mexikanischen Bundesstaat Puebla vor.[10]
- Sedum hintonii R.T.Clausen: Sie ist in Mexiko verbreitet.
- Sedum hintoniorum B.L.Turner: Sie kommt in Mexiko vor.[10]
- Filzige Fetthenne oder Behaarter Mauerpfeffer[12] (Sedum hirsutum All.): Die zwei Unterarten kommen in Südeuropa und Marokko vor:
  - Sedum hirsutum subsp. baeticum Rouy
  - Sedum hirsutum subsp. hirsutum
- Spanische Fetthenne oder Spanischer Mauerpfeffer[12] (Sedum hispanicum L.); Heimat: Europa, Vorderasien
- Sedum holei Raym.-Hamet: Sie kommt im westlichen und im Zentralen Himalaja vor.[10]
- Sedum hultenii Fröd.: Sie ist in Mexiko verbreitet.
- Sedum humifusum Rose: Sie ist in Mexiko verbreitet.
- Sedum jahandiezii Batt.; Heimat: Marokko.
- Sedum jaliscanum S.Watson: Sie kommt in Mexiko vor.[10]
- Sedum jiuhuashanense P.S. Hsu & H.J.Wang: Sie kommt in China vor.[10]
- Sedum jiulungshanense Y.C.Ho: Sie kommt im westlichen Zhejiang vor.[3]
- Sedum jujuyense Zardini: Sie kommt in Argentinien vor.[10]
- Sedum jurgensenii (Hemsl.) Moran: Sie kommt in Mexiko vor.[10] Mit den Unterarten:
  - Sedum jurgensenii subsp. attenuatum Moran
  - Sedum jurgensenii (Hemsl.) Moran subsp. jurgensenii
- Sedum kiangnanense D.Q.Wang & Z.F.Wu: Sie kommt im südlichen Anhui in Höhenlagen von 200 bis 800 Metern vor.[3]
- Sedum kimnachii V.V. Byalt: Sie kommt im zentralen Mexiko vor.[10]
- Sedum kingdonii H.Ohba: Sie kommt in Myanmar und in Tibet vor.[10]
- Sedum laconicum Boiss. & Heldr.: Es gibt etwa drei Unterarten:
  - Sedum laconicum Boiss. & Heldr. subsp. laconicum; Heimat: Balkanhalbinsel, Kreta
  - Sedum laconicum subsp. pallidum 't Hart & van Ham; Heimat: Vorderasien
  - Sedum laconicum subsp. pentapolitanum Brullo & Furnari: Sie kommt nur in Libyen vor.
- Sedum lagascae Pau; Heimat: Spanien
- Sedum lampusae (Kotschy) Boiss.: Dieser Endemit kommt nur in Zypern vor.
- Sedum lanceolatum Torr.: Sie kommt in Kanada und in den Vereinigten Staaten vor.[7] Mit den Unterarten:
  - Sedum lanceolatum subsp. lanceolatum
  - Sedum lanceolatum subsp. nesioticum (G.N.Jones) R.T.Clausen
  - Sedum lanceolatum subsp. subalpinum (Blankinship) R.T.Clausen
- Sedum lancerottense R.P. Murray: Dieser Endemit kommt nur auf Lanzarote vor.[10]
- Sedum latentibulbosum K.T.Fu & G.Y.Rao: Sie kommt im nördlichen Jiangxi in Höhenlagen von 800 bis 900 Metern vor.[3]
- Sedum latifilamentum R.T. Clausen: Sie kommt in Mexiko vor.[10]
- Sedum leblanciae Raymond-Hamet: Sie kommt im südwestlichen Sichuan und im nordwestlichen Yunnan in Höhenlagen zwischen 1500 und 3500 Metern vor.[3]
- Sedum leibergii Britton: Sie kommt in den US-Bundesstaaten Washington, Oregon und Idaho vor.[14]
- Sedum lenkoranicum Grossh.: Sie kommt vom Kaukasusraumt bis zum nördlichen Iran vor.[10]
- Sedum leptophyllum Fröd.: Sie kommt in den chinesischen Provinzen Anhui, Hubei, Hunan und Zhejiang vor.[3]
- Sedum leucocarpum Franchet: Sie kommt im südwestlichen Sichuan und im nordwestlichen Yunnan in Höhenlagen von 1600 bis 2800 Metern vor.[3]
- Sedum liebmannianum Hemsl.: Sie ist in Mexiko verbreitet.
- Sedum lineare Thunb. (Syn.: Sedum anhuiense S.H.Fu & X.W.Wang): Sie kommt auf den japanischen Ryūkyū-Inseln vor, außerdem in China.[3]
- Sedum litoreum Guss.; Heimat: Südeuropa, Vorderasien, Libyen. Mit den Varietäten:
  - Sedum litoreum var. creticum 't Hart
  - Sedum litoreum var. litoreum
- Sedum longifuniculatum K.T.Fu: Sie kommt in Sichuan in Höhenlagen von etwa 4200 Metern vor.[3]
- Sedum longipes Rose: Sie kommt in Mexiko vor.[10] Mit den Unterarten:
  - Sedum longipes subsp. longipes
  - Sedum longipes subsp. rosulare R.T.Clausen
- Sedum longyanense K.T.Fu: Sie kommt im östlichen Tibet vor.[3]
- Sedum ×lorenzoi 't Hart. Mit den Unterarten:
  - Sedum ×lorenzoi nothosubsp. hommelsii
  - Sedum ×lorenzoi nothosubsp. lorenzoi
- Sedum luchuanicum K.T.Fu: Sie kommt in Yunnan in Höhenlagen von etwa 4400 Metern vor.[3]
- Sedum lucidum R.T.Clausen: Sie kommt im mexikanischen Bundesstaat Veracruz vor.[10]
- Sedum lumholtzii B.L.Rob. & Fernald: Sie kommt im mexikanischen Bundesstaat Sonora vor.[10]
- Sedum lungtsuanense S.H.Fu: Sie kommt in den Provinzen Fujian und Zhejiang vor.[3]
- Sedum ×luteolum. Mit den Unterarten:
  - Sedum ×luteolum nothosubsp. hegnaueri
  - Sedum ×luteolum nothosubsp. luteolum
- Sedum luteoviride R.T.Clausen: Sie kommt in Kalifornien vor.[10]
- Sedum lutzii Raymond-Hamet: Es gibt zwei Varietäten:
  - Sedum lutzii var. lutzii: Sie kommt im westlichen Sichuan in Höhenlagen von etwa 4400 Metern vor.[3]
  - Sedum lutzii var. viridiflavum K.T.Fu: Sie kommt im westlichen Sichuan in Höhenlagen von 4200 bis 4300 Metern vor.[3]
- Sedum macdonaldii G.L.Nesom: Sie kommt in Mexiko vor.[10]
- Sedum macdougallii Moran: Sie kommt im mexikanischen Bundesstaat Oaxaca vor.[10]
- Sedum madrense S.Watson: Sie kommt im mexikanischen Bundesstaat Chihuahua vor.[10]
- Sedum magellense Ten.; Heimat: Italien, Balkanhalbinsel, Ägäis, Kleinasien, Algerien
- Sedum magniflorum K.T.Fu: Sie kommt in Höhenlagen von etwa 3800 Metern nur im nordwestlichen Yunnan vor.[3]
- Sedum maireanum Sennen; Heimat: Spanien und Portugal
- Sedum majus (Hemsley) Migo: Sie kommt in Nepal, Bhutan, Sikkim und in China vor.[3]
- Sedum makinoi Maximowicz: Sie kommt in Japan und den chinesischen Provinzen Anhui und Zhejiang vor.[3]
- Sedum maurum Humbert & Maire; Heimat: Marokko
- Sedum melanantherum DC.: Sie kommt nur in Südspanien vor.
- Sedum mellitulum Rose: Sie kommt im mexikanischen Bundesstaat Chihuahua vor.[10]
- Sedum mexicanum Britton: Die Heimat ist Mexiko und sie ist in Spanien, Frankreich und Korsika, in Asien, Nord- und Südamerika ein Neophyt.[13][14]
- Sedum meyeri-johannis Engl.: Sie kommt im östlich-zentralen und im östlichen tropischen Afrika vor.[10]
- Sedum meyranianum J.Metzg.: Sie kommt im mexikanischen Bundesstaat Jalisco vor.[10]
- Sedum microsepalum Hayata: Sie kommt nur in Taiwan in Höhenlagen von 1700 bis 3000 Metern vor.[3]
- Sedum microstachyum (Kotschy) Boiss.: Dieser Endemit kommt nur auf Zypern vor.
- Sedum millspaughii Raym.-Hamet: Sie kommt in Guatemala und in El Salvador vor.[10]
- Sedum minimum Nieuwl.: Sie kommt in Mexiko vor. Mit den Unterarten:
  - Sedum minimum subsp. delicatum (Rose) R.T.Clausen
  - Sedum minimum subsp. minimum
- Sedum mocinoanum Pérez-Calix: Sie kommt in Mexiko vor.[10]
- Mondovi-Mauerpfeffer[12] (Sedum monregalense Balb.), Heimat: Korsika, Südfrankreich, Italien
- Berg-Fetthenne oder Berg-Mauerpfeffer (Sedum montanum Perr. & Songeon). Mit den Unterarten:
  - Sedum montanum subsp. montanum, Heimat: Mittel- und Südeuropa
  - Sedum montanum subsp. orientale 't Hart; Heimat: Europa
- Sedum moranense Kunth: Sie ist in Mexiko verbreitet.[7] Mit den Unterarten:
  - Sedum moranense subsp. grandiflorum R.T.Clausen
  - Sedum moranense subsp. moranense
- Sedum morganianum E.Walther: Die Heimat ist der mexikanische Bundesstaat Veracruz.[7]
- Sedum morrisonense Hayata: Sie kommt nur in Taiwan in Höhenlagen zwischen 2500 und 3900 Metern vor.[3]
- Sedum mucizonia (Ortega) Hamet; kommt in Spanien und Portugal vor.
- Sedum multicaule Wallich ex Lindley (Syn.: Sedum dolosum K.T.Fu): Es gibt zwei Unterarten:
  - Sedum multicaule subsp. multicaule: Sie kommt in Bhutan, Indien, Myanmar, Nepal, Pakistan, Sikkim und in China vor.[3]
  - Sedum multicaule subsp. rugosum K.T.Fu: Sie kommt im nordwestlichen Yunnan und im südöstlichen Tibet in Höhenlagen von 2200 bis 2300 Metern vor.[3]
- Sedum multiceps Coss. & Durieu; Heimat: Algerien, in Korsika eingebürgert[7]
- Sedum muscoideum Rose: Sie kommt in Mexiko vor.[10]
- Sedum muyaicum K.T.Fu: Sie kommt im westlichen Sichuan vor.[3]
- Sedum nagasakianum H.Ohba: Sie kommt im westlichen und im südlichen Kyushu vor.[10]
- Sedum nanchuanense K.T.Fu & G.Y.Rao: Sie kommt im südöstlichen Sichuan vor.[3]
- Sedum nanifolium Fröderström: Sie kommt in Texas und in Mexiko in Höhenlagen zwischen 1300 und 2000 Metern Meereshöhe vor.[14]
- Sedum nanum Boiss.: Sie kommt in Kleinasien vor.
- Sedum napiferum Peyr.: Sie kommt in Mexiko vor.[7]
- Sedum neovolcanicum Pérez-Calix & I.García: Sie kommt in Mexiko vor.[10]
- Sedum nevadense Cosson; Heimat: Spanien
- Sedum niveum Davidson (Syn.: Sedum pinetorum Brandegee): Sie kommt in Kalifornien und in Baja California in Höhenlagen von 1500 bis 3000 Metern vor.[14]
- Sedum nokoense Yamamoto: Sie kommt nur in Taiwan in Höhenlagen von 2500 bis 3900 Metern vor.[3]
- Sedum nothodugueyi K.T.Fu: Sie kommt im westlichen Sichuan in etwa 2300 Metern vor.[3]
- Sedum nudum Aiton: Dieser Endemit kommt nur in Madeira vor.[10]
- Sedum nussbaumerianum Bitter: Sie ist in Mexiko verbreitet.
- Sedum nuttallii Torr. & E.James ex Eaton: Sie kommt in den US-Bundesstaaten Kansas, Oklahoma, Missouri, Texas, Arkansas und Louisiana vor.[7]
- Sedum oaxacanum Rose: Sie ist in Mexiko verbreitet.
- Sedum obcordatum R.T.Clausen: Sie ist in Mexiko verbreitet.
- Sedum oblanceolatum R.T.Clausen: Sie kommt in Oregon und in Kalifornien vor.[7]
- Sedum obtrullatum K.T.Fu: Sie kommt im südöstlichen Tibet und im nordwestlichen Yunnan in Höhenlagen von 2400 bis 3300 Metern vor.[3]
- Sedum obtusipetalum Franchet: Sie kommt in Nepal und im südwestlichen Sichuan und im nordwestlichen Yunnan in Höhenlagen von 2000 bis 3700 Metern vor.[3] Mit den Unterarten:
  - Sedum obtusipetalum subsp. dandyanum H.Ohba
  - Sedum obtusipetalum Franchet subsp. obtusipetalum
- Ockergelbe Fetthenne (Sedum ochroleucum Chaix)
- Sedum ocuilense J. Meyrán: Sie kommt im zentralen Mexiko vor.[10]
- Sedum oligocarpum Fröd.: Sie kommt im westlichen Sichuan in Höhenlagen von 4400 bis 4600 Metern vor.[3]
- Sedum oligospermum Maire: Sie kommt in Myanmar und in China vor.[3] Mit den Varietäten:
  - Sedum oligospermum var. emarginatum (S.H.Fu) V.V.Byalt
  - Sedum oligospermum var. oligospermum
- Sedum onychopetalum Fröd.: Sie kommt in Anhui, Jiangsu und Zhejiang vor.[3]
- Sedum orbatum Moran & J.Meyrán: Sie kommt im mexikanischen Bundesstaat Puebla vor.[10]
- Sedum oreades (Decaisne) Raymond-Hamet: Sie kommt in Bhutan, Indien, Myanmar, Pakistan, Sikkim, in Yunnan und Tibet vor.[3]
- Sedum oteroi Moran: Sie kommt in Mexiko vor.[10]
- Sedum oxycoccoides Rose: Sie kommt im nordöstlichen Mexiko vor.[10]
- Sedum oxypetalum Kunth: Sie ist in Mexiko verbreitet.
- Sedum pachyphyllum Rose: Sie kommt im mexikanischen Bundesstaat Oaxaca vor.[7]
- Sedum pagetodes Fröd.: Sie kommt im südlichen Qinghai und im westlichen Sichuan in Höhenlagen zwischen 3700 und 4600 Metern vor.[3]
- Bleiche Fetthenne[15] (Sedum pallidum M.Bieb.): Sie kommt auf der Balkanhalbinsel und in Vorderasien vor.
- Sedum palmeri S.Watson: Sie ist in Mexiko verbreitet.[7]
- Sedum pampaninii Raymond-Hamet: Sie kommt in Henan, Shaanxi, Sichuan und Yunnan vor.[3]
- Sedum papillicaulum G.L.Nesom: Sie kommt im nordöstlichen Mexiko vor.[10]
- Sedum parvisepalum Yamamoto: Es gibt zwei Unterarten:
  - Sedum parvisepalum subsp. parvisepalum: Sie kommt in Taiwan vor.[3]
  - Sedum parvisepalum subsp. philippinense H.Ohba: Sie kommt auf den Philippinen vor.
- Sedum parvum Hemsl.: Sie kommt im nördlichen Mexiko vor.[7]
- Sedum pedicellatum Boiss. & Reuter; Heimat: Spanien und Portugal
- Sedum pentapetalum Boriss.: Sie kommt vom Kaukasusraum bis Pakistan und Kasachstan vor.[10]
- Sedum pentastamineum R.T.Clausen: Sie kommt in Mexiko vor.[10]
- Sedum perpusillum Hook. f. & Thomson: Sie kommt vom Himalaja bis Tibet vor.[10]
- Sedum perrotii Raymond-Hamet: Sie kommt in Gansu, Qinghai und Sichuan in Höhenlagen von 4000 bis 4300 Metern vor.[3]
- Sedum planifolium K.T.Fu: Sie kommt in Gansu und Shaanxi vor.[3]
- Sedum platysepalum Franchet: Sie kommt im südwestlichen Sichuan und im nordwestlichen Yunnan in Höhenlagen von 3200 bis 4000 Metern vor.[3]
- Sedum platystylum Fröd.: Sie kommt im mexikanischen Bundesstaat Jalisco vor.[10]
- Sedum polytrichoides Hemsley: Sie kommt in Japan, Korea und China vor.[3]
- Sedum pososepalum Fröd.: Sie kommt im mexikanischen Bundesstaat San Luis Potosi vor.[10]
- Sedum potosinum Rose: Sie kommt in Mexiko vor.[10]
- Sedum pratoalpinum Fröd.: Sie kommt im südlichen Qinghai und im westlichen Sichuan in Höhenlagen von 4300 bis 4600 Metern vor.[3]
- Sedum pringlei S.Watson: Sie kommt im mexikanischen Bundesstaat Chihuahua vor.[10]
- Sedum pruinatum Link ex Brot., Heimat: Portugal und Spanien
- Sedum przewalskii Maximowicz: Sie kommt in Nepal und in China vor.[3]
- Sedum pseudo-multicaule H.Ohba: Sie kommt in Nepal vor.[10]
- Sedum pulvinatum R.T.Clausen: Sie kommt im mexikanischen Bundesstaat Oaxaca vor.[10]
- Sedum purdomii W.W.Smith: Sie kommt im südlichen Gansu in Höhenlagen von 3700 bis 4000 Metern vor.[3]
- Sedum quadripetalum R.T.Clausen: Sie kommt im mexikanischen Bundesstaat Durango vor.[10]
- Sedum quevae Raym.-Hamet: Sie kommt in Mexiko vor.[10]
- Sedum ramentaceum K.T.Fu: Sie kommt nur im westlichen Sichuan in Höhenlagen von etwa 4500 Metern vor.[3]
- Sedum raymondii Fröd.: Sie kommt nur im nordwestlichen Yunnan in Höhenlagen von 3200 bis 4300 Metern vor.[3]
- Sedum reniforme (H. Jacobsen) Thiede & 't Hart: Sie kommt in Peru vor.[10]
- Sedum reptans R.T.Clausen: Sie kommt im nordöstlichen Mexiko vor.[10]
- Sedum retusum Hemsl.: Sie ist in Mexiko verbreitet.
- Sedum rhodocarpum Rose: Dieser Endemit kommt in Kalifornien nur in der Sierra Nevada vor.
- Sedum robertsianum Alexander: Sie kommt in Texas und im mexikanischen Bundesstaat Coahuila vor.[14]
- Sedum roborowskii Maximowicz: Sie kommt in Nepal, Tibet und in den chinesischen Provinzen Gansu, Ningxia sowie Qinghai vor.[3]
- Sedum rosthornianum Diels: Sie kommt im östlichen Sichuan vor.[3]
- Rötliche Fetthenne (Sedum rubens L.)
- Ampel-Fetthenne (Sedum rubrotinctum R.T.Clausen): Sie ist nur in Kultur bekannt.[7]
- Felsen-Fetthenne (Sedum rupestre L.)
  - Sedum rupestre subsp. erectum 't Hart: Sie kommt nur in Italien vor.
  - Sedum rupestre subsp. rupestre
- Sedum ruwenzoriense Baker f.: Sie kommt von Äthiopien bis Ruanda vor.[10]
- Sedum sagittipetalum Fröd.: Sie gedeiht in Höhenlagen von 4300 bis 4500 Metern im westlichen Sichuan.[3]
- Sedum salvadorense Standl.: Sie kommt im südwestlichen El Salvador vor.[10]
- Sedum samium Runemark & Greuter: Sie kommt auf Inseln der Ägäis und Kleinasien vor. Mit den Unterarten:
  - Sedum samium subsp. micranthum 't Hart & Alpinar
  - Sedum samium subsp. samium
- Ausläufer-Fetthenne oder Kriechender Mauerpfeffer[12] (Sedum sarmentosum Bunge, Syn.: Sedum angustifolium Z.B.Hu & X.L.Huang), Heimat: Japan, Korea, Mandschurei, Nordchina, in Italien eingebürgert. Mit den Varietäten:
  - Sedum sarmentosum Bunge var. sarmentosum
  - Sedum sarmentosum var. silvestre Fröd.
- Sedum satumense
- Sedum schizolepis Fröd.; Heimat: Vorderasien
- Sedum scopulinum (Rose) Moran: Sie kommt im mexikanischen Bundesstaat Puebla vor.[10]
- Nizza-Mauerpfeffer[12] (Sedum sediforme (Jacq.) Pau), Heimat: Europa, Vorderasien, Nordafrika
- Sedum sedoides (Decne.) Pau ex Vidal y Lopez, Heimat: Kaschmir
- Sedum seelemannii Raymond-Hamet: Sie kommt im westlich-zentralen Himalaja vor.[10]
- Sedum sekiteiense Yamamoto: Sie kommt im nördlichen Taiwan vor.[3]
- Sedum semilunatum K.T.Fu: Sie kommt im westlichen Yunnan vor.[3]
- Sedum semiteres Rose: Sie kommt im mexikanischen Bundesstaat Durango vor.[10]
- Milder Mauerpfeffer[11] (Sedum sexangulare L., Sedum elrodii M.E.Jones)
- Sedum sinoglaciale K.T.Fu: Sie gedeiht in Höhenlagen von 3000 bis 4700 Metern nur im nordwestlichen Yunnan.[3]
- Sedum somenii Raymond-Hamet: Sie kommt nur im nordwestlichen Yunnan vor.[3]
- Sedum sorgerae Kit Tan & Chamberlain; Heimat: Kleinasien
- Sedum spathulisepalum R.T.Clausen: Sie kommt im mexikanischen Bundesstaat Durango vor.[10]
- Sedum stahlii Solms: Sie ist in Mexiko in den Bundesstaaten Puebla und Veracruz verbreitet.[7]
- Sedum stefco Stef.; Heimat: Bulgarien, Griechenland
- Sedum stelliforme S. Watson (Syn.: Sedum topsentii Raym.-Hamet): Sie kommt in Arizona, Colorado, New Mexico und in den mexikanischen Bundesstaaten Chihuahua und Durango vor.[14]
- Sedum stenopetalum Pursh: Sie kommt in British Columbia und in den westlichen Vereinigten Staaten vor.[7] Mit den Unterarten:
  - Sedum stenopetalum subsp. monanthum (Suksd.) R.T.Clausen
  - Sedum stenopetalum Pursh subsp. stenopetalum
- Sedum stimulosum K.T.Fu: Sie gedeiht in Höhenlagen von 1500 bis 2600 Metern im westlichen Sichuan.[3]
- Sedum suaveolens Kimnach: Sie kommt im mexikanischen Bundesstaat Durango vor.[10]
- Sedum subgaleatum K.T.Fu: Sie kommt in Yunnan vor.[10]
- Sedum subtile Miquel: Sie kommt in Japan, Vietnam in den chinesischen Provinzen Jiangsu, Jiangxi sowie Shanxi.[3][7] Mit den Unterarten:
  - Sedum subtile subsp. chinense H.Ohba: Dieser Endemit kommt nur im Ningguo Xian im südöstlichen Anhui vor.[3]
  - Sedum subtile Miquel subsp. subtile: Sie kommt in Vietnam in den chinesischen Provinzen Jiangsu, Jiangxi sowie Shanxi vor.[3]
- Sedum subulatum (C.A.Meyer) Boiss.: Sie kommt in Kleinasien vor.
- Sedum susannae Raymond-Hamet: Mit den Varietäten:
  - Sedum susannae var. macrosepalum K.T.Fu: Sie gedeiht in Höhenlagen von 3200 bis 3500 Metern im östlichen Tibet.[3]
  - Sedum susannae var. susannae: Sie kommt in Myanmar und im westlichen Sichuan vor.[3]
- Sedum tamaulipense G.L.Nesom: Sie kommt in Mexiko vor.[10]
- Sedum tehuaztlense Moran & Meyran: Sie kommt in Mexiko vor.[10]
- Sedum tenellum M.Bieb.: Sie kommt in Kleinasien vor.
- Sedum tetractinum Fröd.: Sie gedeiht zwischen Felsen in der Nähe von Fließgewässern  in Höhenlagen von  500 bis 1000 Metern in den chinesischen Provinzen Anhui, Guangdong, Guizhou sowie Jiangxi.[3]
- Sedum tianmushanense Y.C.Ho & F.Chai: Dieser Endemit gedeiht an schattigen, feuchten Standorten auf bewaldeten Hängen in Höhenlagen von etwa 1000 Metern nur im Tianmu Shan im nordwestlichen Zhejiang vor.[3]
- Sedum tortuosum Hemsl.: Sie kommt in Mexiko vor.[10]
- Sedum torulosum R.T.Clausen: Sie kommt in Mexiko vor.[10]
- Sedum tosaense Makino: Sie kommt in Japan und im Lin’an Xian im nördlichen Zhejiang vor.[3]
- Sedum treleasei Rose: Sie ist in Mexiko verbreitet.
- Sedum triactina A.Berger: Es gibt zwei Unterarten:[3]
  - Sedum triactina subsp. leptum Fröd.: Sie gedeiht in Höhenlagen von 3200 bis 3700 Metern im westlichen Sichuan.[3]
  - Sedum triactina subsp. triactina: Sie kommt in Nepal, Bhutan, Sikkim, in östlichen Tibet und in den chinesischen Provinzen Yunnan sowie südwestliches Sichuan.[3]
- Sedum tricarpum Makino: Sie kommt in Japan vor.[10]
- Sedum trichromum R.T.Clausen: Sie kommt im mexikanischen Bundesstaat Durango vor.[10]
- Sedum tristriatum Boiss. & Heldr.; Heimat: Griechenland und Kreta
- Sedum triteli Raym.-Hamet: Sie kommt in Guatemala vor.[10]
- Sedum trullipetalum J.D.Hooker & Thomson: Es gibt etwa zwei Varietäten:
  - Sedum trullipetalum var. ciliatum Fröd.: Sie gedeiht in Höhenlagen von etwa 4300 Metern im nordöstlichen Tibet und westlichen Sichuan.[3]
  - Sedum trullipetalum var. trullipetalum: Sie kommt in Nepal, Sikkim, im südlichen Tibet und in den chinesischen Provinzen nordwestliches Yunnan sowie westliches Sichuan.[3]
- Sedum tsiangii Fröd.: Es gibt zwei Varietäten:
  - Sedum tsiangii var. torquatum (Fröderström) K.T.Fu: Dieser Endemit gedeiht in Höhenlagen von etwa 2600 Metern nur im südöstlichen Yunnan.[3]
  - Sedum tsiangii Fröd. var. tsiangii: Sie gedeiht in Höhenlagen von 400 und 2700 Metern im westlichen Guizhou sowie nordöstlichen Yunnan.[3]
- Sedum tsinghaicum K.T.Fu: Sie gedeiht in Höhenlagen von 3800 bis 4100 Meter im südöstlichen Qinghai.[3]
- Sedum tsonanum K.T.Fu: Sie gedeiht in Höhenlagen von 2900 bis 3500 Metern im südlichen Tibet.[3]
- Sedum tuberculatum Rose: Sie kommt im mexikanischen Bundesstaat Oaxaca vor.[10]
- Sedum tuberiferum Stoj. & Stefanov; Heimat: Bulgarien und Griechenland
- Sedum tuberosum Coss. & Letourneux; Heimat: Tunesien und Algerien
- Sedum ulricae Fröd.: Sie gedeiht in Höhenlagen von 3000 bis 4500 Metern im östlichen Tibet und in den chinesischen Provinzen südliches Gansu sowie südöstliches Qinghai.[3]
- Sedum uniflorum Hooker & Arnott: Sie gedeiht an dem Küsten Japans und des nördlichen Taiwan.[3]
- Sedum ursi 't Hart: Sie kommt in der Türkei vor.[10]
- Ungarischer Mauerpfeffer (Sedum urvillei DC.); Heimat: Südosteuropa, Vorderasien. Er kam früher am Neusiedler See vor.[16]
- Sedum versadense C.H.Thomps.: Sie kommt in Mexiko vor.[10] Mit den Varietäten:
  - Sedum versadense var. versadense
  - Sedum versadense var. villadioides Kimnach
- Sedum vietnamense V.V.Byalt: Sie kommt in Vietnam vor.
- Sumpf-Fetthenne (Sedum villosum L.)
- Sedum vinicolor S.Watson: Sie kommt in Mexiko vor.[10]
- Sedum wangii S.H.Fu: Dieser Endemit gedeiht an Hängen in Höhenlagen von etwa 3000 Metern nur im nordwestlichen Yunnan.[3]
- Sedum weberbaueri (Diels) Thiede & 't Hart: Sie kommt in Peru vor.[10]
- Sedum wenchuanense S.H.Fu: Sie gedeiht in Höhenlagen von 1300 bis 2400 Metern nur im nördlichen-zentralen Sichuan (in Maowen Qiang Zu Zizhixian sowie Wenchuan Xian).[3]
- Sedum wilsonii Fröd.: Dieser Endemit kommt nur im Xingshan Xian in der chinesischen Provinz Hubei vor.[3]
- Sedum woronowii Raymond-Hamet: Dieser Endemit kommt nur im Dali im westlichen Yunnan vor.[3]
- Sedum wrightii A. Gray: Die etwa drei Unterarten kommen in den südlichen Vereinigten Staaten und im nördlichen Mexiko vor.[14] Mit den Unterarten:
  - Sedum wrightii subsp. densiflorum R.T.Clausen
  - Sedum wrightii subsp. priscum R.T.Clausen
  - Sedum wrightii A. Gray subsp. wrightii
- Sedum yildizianum Sümbül: Sie kommt in der Türkei vor.[10]
- Sedum yvesii Raymond-Hamet (Syn.: Sedum obtusolineare Hayata): Sie gedeiht an feuchten Felsen in Höhenlagen von 1000 bis 1300 Metern in Taiwan und in den chinesischen Provinzen Guizhou, Hubei sowie Sichuan.[3]
- Sedum zentaro-tashiroi Makino: Sie kommt im westlichen Honshu und in Kyushu vor.[10]

Untergattung Gormania (Britton) R.T.Clausen
- Sedum albomarginatum R.T.Clausen: Sie kommt im nördlichen Kalifornien vor.[14]
- Sedum amplexicaule DC., Heimat: Südeuropa, Nordafrika, Vorderasien[7] Mit den Unterarten:
  - Sedum amplexicaule subsp. amplexicaule
  - Sedum amplexicaule subsp. tenuifolium (Sm.) Greuter
- Sedum assyriacum Boiss.: Sie kommt in Vorderasien vor.
- Sedum baleense M. Gilbert : Sie kommt in Äthiopien vor.[10]
- Sedum borschii (R.T.Clausen) R.T.Clausen: Sie kommt in den US-Bundesstaaten Idaho und Montana in Höhenlagen von 1200 bis 2200 Metern vor.[14]
- Sedum callichroum Boiss.: Sie kommt im westlichen und im südlichen Iran vor.[10]
- Sedum churchillianum Robyns & Boutique: Sie kommt von Äthiopien bis zum Ruwenzori-Gebirge vor.[10]
- Sedum correptum Fröd.: Sie kommt in Bhutan und im südwestlichen Sichuan und im nordwestlichen Yunnan vor.[3]
- Sedum crassularia Raym.-Hamet; Heimat: Äthiopien, Kenia, Tansania
- Buckel-Fetthenne (Sedum dasyphyllum L.)
  - Sedum dasyphyllum var. dasyphyllum
  - Sedum dasyphyllum var. glanduliferum (Guss.) Moris; Heimat: Spanien
- Sedum debile S.Watson: Sie kommt in New Mexico und in den westlichen Vereinigten Staaten vor.[7]
- Sedum divergens S.Watson: Sie ist in Nordamerika vom westlichen Kanada bis zu den westlichen Vereinigten Staaten verbreitet.[7]
- Sedum drymarioides Hance: Sie kommt in Japan und in China vor.[3]
- Sedum elatinoides Franchet: Sie kommt in Myanmar und in China vor.[3]
- Sedum epidendrum Hochst. ex A.Rich.: Sie kommt in Äthiopien vor.[10]
- Sedum eriocarpum Sm.; Heimat: Griechenland, Ägäis, Vorderasien. Mit den Unterarten:
  - Sedum eriocarpum subsp. apertiflorum 't Hart
  - Sedum eriocarpum subsp. caricum (Carlström) 't Hart
  - Sedum eriocarpum subsp. delicum (Vierh.) 't Hart
  - Sedum eriocarpum subsp. epiroticum (Baldacci) 't Hart
  - Sedum eriocarpum subsp. eriocarpum
  - Sedum eriocarpum subsp. orientale 't Hart
  - Sedum eriocarpum subsp. porphyreum (Kotschy & Unger) 't Hart
  - Sedum eriocarpum subsp. spathulifolium 't Hart
- Sedum filipes Hemsley: Sie kommt in Bhutan, Myanmar, Nepal, Sikkim und in China vor.[3]
- Sedum gattefossei Batt. & Jahandiez; Heimat: Marokko[7]
- Sedum giajae Raym.-Hamet: Sie kommt im westlichen Sichuan in Höhenlagen von 2600 bis 3000 Metern vor.[3]
- Sedum glabrum (Rose) Praeger: Sie kommt im nordöstlichen Mexiko vor.[10]
- Sedum glaebosum Fröd.: Sie kommt im südöstlichen Qinghai, im westlichen Sichuan und in Tibet in Höhenlagen von 3500 bis 5000 Metern vor.[3]
- Sedum glaucophyllum R.T. Clausen: Sie kommt in den zentralen und in den südlichen Appalachen vor.[14]
- Sedum globuliflorum R.T. Clausen: Sie kommt im mexikanischen Bundesstaat Hidalgo vor.[10]
- Sedum ince 't Hart & Alpinar: Sie kommt in der Türkei vor.[10]
- Sedum inconspicuum Hand.-Mazz.: Sie kommt in der östlichen Türkei vor.[10]
- Sedum jaccardianum Maire & Wilczek: Sie kommt in Marokko vor.[10]
- Sedum kotschyanum Boiss.: Sie kommt im westlichen und im südlichen Iran vor.[10]
- Sedum laxum (Britton) A.Berger: Sie kommt in den westlichen Vereinigten Staaten vor.[14] Mit den Unterarten:
  - Sedum laxum subsp. eastwoodiae (Britton) R.T.Clausen
  - Sedum laxum subsp. flavidum Denton
  - Sedum laxum subsp. heckneri (M.Peck) R.T.Clausen
  - Sedum laxum subsp. latifolium R.T.Clausen
  - Sedum laxum subsp. laxum
- Sedum modestum Ball; Heimat: Marokko
- Sedum mooneyi M. Gilbert: Sie kommt in Äthiopien vor.[10]
- Sedum moranii R.T. Clausen: Sie kommt in Oregon vor.[14]
- Sedum nevii A.Gray: Sie kommt in den US-Bundesstaaten Alabama, North Carolina, Georgia und Tennessee vor.[7]
- Sedum obtusatum A.Gray, Heimat: Kalifornien, Nevada[14]: Mit den Unterarten:
  - Sedum obtusatum subsp. boreale R.T.Clausen
  - Sedum obtusatum A.Gray subsp. obtusatum
  - Sedum obtusatum subsp. paradisum Denton
  - Sedum obtusatum subsp. retusum (Rose) R.T.Clausen
- Sedum oreganum Nutt., Heimat: Alaska, Kanada, USA.[14] Mit den Unterarten:
  - Sedum oreganum subsp. oreganum
  - Sedum oreganum subsp. tenue R.T.Clausen
- Oregon-Fetthenne (Sedum oregonense (S.Watson) M.Peck), Heimat: Oregon, Nordkalifornien[7]
- Sedum pubescens Vahl; Heimat: Tunesien, Algerien, Marokko
- Sedum pulchellum Michx., Heimat: USA
- Sedum pusillum Michx.: Sie kommt in Alabama, Georgia, North Carolina und Soth Carolina vor.[14]
- Sedum radiatum S. Watson: Die etwa drei Unterarten kommen in Oregon und Kalifornien vor:[7]
  - Sedum radiatum subsp. ciliosum (Howell) R.T.Clausen
  - Sedum radiatum subsp. depauperatum R.T.Clausen
  - Sedum radiatum S. Watson subsp. radiatum
- Sedum rupicola G.N.Jones: Sie kommt in den US-Bundesstaaten Idaho und Washington vor.[14]
- Sedum spathulifolium Hook.: Sie kommt in British Columbia, in Washington, Oregon und Kalifornien vor.[7] Mit den Unterarten:
  - Sedum spathulifolium subsp. pruinosum (Britton) R.T.Clausen & C.H.Uhl
  - Sedum spathulifolium subsp. purdyi (Jeps.) R.T.Clausen
  - Sedum spathulifolium subsp. spathulifolium
  - Sedum spathulifolium subsp. yosemitense (Britton) R.T.Clausen
- Sedum stellariifolium Franchet: Sie kommt in den chinesischen Provinzen Gansu, Guizhou, Hebei, Henan, Hubei, Hunan, Liaoning, Shaanxi, Shandong, Shanxi, Sichuan, Taiwan und Yunnan vor.[3]
- Sedum surculosum Cosson: Heimat: Marokko. Mit den Varietäten:
  - Sedum surculosum var. luteum (Emb.) Maire
  - Sedum surculosum var. surculosum
- Sedum ternatum Michx., Heimat: USA[7]
- Sedum versicolor Coss. ex Raym.-Hamet: Sie kommt in Marokko vor.[10]
- Sedum wilczekianum Font Quer: Sie kommt in Marokko vor.[10]

Unklare Zuordnung
- Sedum booleanum B.L.Turner: Sie kommt in Mexiko vor.[10]
- Sedum borissovae Balk.; Heimat: Ukraine[10]
- Sedum ×brevierei Chass. ex L.Gallo
- Sedum candolleanum G. López (Syn.: Mucizonia sedoides (DC.) D.A.Webb): Sie kommt in Spanien, Andorra, Portugal und Frankreich vor.[17]
- Sedum carnegiei Raym.-Hamet: Sie kommt in Tibet vor.[10]
- Sedum costantinii Raym.-Hamet: Sie kommt im westlichen Sichuan in Höhenlagen von 3000 bis 3500 Metern vor.[3]
- Sedum cryptomerioides Bartlet & Yamamoto: Dieser Endemit gedeiht in Höhenlagen von 2000 bis 3500 Metern nur im zentralen Taiwan.[3]
- Sedum fanjingshanensis C.D. Yang & X.Y.Wang: Sie kommt in der chinesischen Provinz Guizhou vor.[3]
- Sedum glomerifolium M.G.Gilbert: Sie kommt in Äthiopien vor.[10]
- Schneepolster-Fetthenne (Sedum gracile C.A.Mey.): Sie kommt im Iran und im Kaukasusraum vor.[7]
- Sedum grandipetalum Fröd.: Sie kommt in Mexiko vor.[10]
- Sedum havardii Rose: Sie kommt in Texas und im nördlichen Mexiko vor.[7]
- Sedum hoi X.F.Jin & B.Y.Ding: Sie wurde 2006 aus Zhejiang erstbeschrieben.[3]
- Sedum japonicum Siebold ex Miquel (Syn.: Sedum jiaodongense Y.M.Zhang & X.D.Chen): Sie kommt in Japan, Anhui, Guangdong, Hunan, Jiangxi, Taiwan und Zhejiang vor.[3]
- Sedum lydium Boiss.: Sie kommt in Kleinasien vor und ist beispielsweise in Skandinavien stellenweise ein Neophyt.
- Sedum magae Raym.-Hamet: Sie wurde aus dem südwestlichen Indien erstbeschrieben.
- Sedum microcarpum (Sm.) Schönland: Sie kommt in Zypern und von der südlichen Türkei bis Jordanien und dem nordwestlichen Irak vor.[10]
- Sedum morotii Raymond-Hamet: Die zwei Varietäten kommen im westlichen Sichuan und im östlichen Tibet vor.[3]
- Sedum paracelatum Fröd.: Sie kommt im westlichen Sichuan in Höhenlagen von 3200 bis 4400 Metern Meereshöhe vor.[3]
- Sedum phyllanthum H.Lév. & Vaniot (Syn.: Sedum quaternatum Praeger): Sie kommt in Guizhou, Henan und Shaanxi vor.[3]
- Sedum plumbizincicola X.H.Guo & S.B.Zhou ex L.H.Wu: Sie wurde 2012 aus der chinesischen Provinz Zhejiang erstbeschrieben.[7]
- Sedum prasinopetalum Fröd.: Sie kommt in Qinghai und in Sichuan in Höhenlagen von 4100 bis 4500 Metern Meereshöhe vor.[3]
- Sedum rosei Raymond-Hamet: Sie kommt in zwei Varietäten im westlichen Sichuan und im östlichen Tibet in Höhenlagen von 2700 bis 4800 Metern vor.[3]
- Sedum smallii (Britton) H.E.Ahles: Sie kommt in den südöstlichen Vereinigten Staaten vor.[10]
- Sedum trichospermum K.T.Fu: Sie kommt nur im westlichen Sichuan in Höhenlagen von 4000 bis 4600 Metern vor.[3]
- Sedum victorianum C.-A.Jansson: Sie kommt in Myanmar vor.[10]

## Nutzung
Einige Arten und ihre Sorten werden als Zierpflanzen in Parks und Gärten oder zur Dachbegrünung verwendet. Zunehmende Bedeutung kommt Sedum bei der Gleisbegrünung zu.
2000 und 2011 wurde die Gattung Sedum vom Bund deutscher Staudengärtner (BdS) zur Staude des Jahres erklärt.

## Weiterführende Literatur
- Helmut Regnat: Ursprung und Bedeutung des Gattungsnamens Sedum. In: Kakteen und andere Sukkulenten. Band 56, Nummer 1, 2005, S. 15–19.
- Vyacheslav Y. Nikulin, Svetlana B. Gontcharova, Ray Stephenson, Andrey A. Gontcharov: Phylogenetic relationships between Sedum L. and related genera (Crassulaceae) based on ITS rDNA sequence comparisons. In: Flora. Band 224, 2016, S. 218–229. doi:10.1016/j.flora.2016.08.003 PDF.
- Thibaud F. E. Messerschmid, Johannes T. Klein, Gudrun Kadereit, Joachim W. Kadereit: Linnaeus's folly – phylogeny, evolution and classification of Sedum (Crassulaceae) and Crassulaceae subfamily Sempervivoideae. In: Taxon. Band 69, Nr. 5, 2020, S. 892–926 (doi:10.1002/tax.12316).